# Достоевский, Фёдор Михайлович
Фёдор Миха́йлович Достое́вский (30 октября [11 ноября] 1821, Москва — 28 января [9 февраля] 1881, Санкт-Петербург) — русский писатель, мыслитель, философ и публицист.
Член-корреспондент Петербургской академии наук с 1877 года. Классик мировой литературы, по данным ЮНЕСКО, один из самых читаемых писателей в мире.
Ранние произведения писателя, как и повесть «Записки из Мёртвого дома», способствовали возникновению жанра психологической прозы.
Был осуждён по делу петрашевцев на четыре года каторги, отбывал своё наказание в военном городе Омске.
После смерти Достоевский был признан классиком русской литературы и одним из лучших романистов мирового значения, считается первым представителем персонализма в России. Творчество русского писателя оказало воздействие на мировую литературу, в частности на творчество ряда лауреатов Нобелевской премии по литературе, философов Фридриха Ницше и Жана-Поля Сартра, а также на становление различных психологических учений и экзистенциализма, его новелла 1864 года «Записки из подполья» считается одним из первых произведений экзистенциалистской литературы.
К наиболее значительным произведениям писателя относятся романы «великого пятикнижия» — «Преступление и наказание» (1866), «Идиот» (1869), «Бесы» (1872), «Подросток» (1875), «Братья Карамазовы» (1880). Многие известные произведения Достоевского многократно экранизировались и инсценировались в театре, ставились балетные и оперные постановки.

## Биография

### Происхождение. Ранние годы (1821—1837)

#### Род Достоевских

Радван. Герб Достоевских

Род Достоевских берёт своё начало от боярина Данилы Ивановича Иртищева (Ртищева, Ртищевича, Иртищевича, Артищевича), которому 6 октября 1506 года было пожаловано имение «Достоев» в Поречской волости Пинского уезда, к северо-западу от Пинска. Исследователи происхождения фамилии практически уверены, что все Достоевские являются потомками Данилы Иртищева. Согласно местным легендам, название «Достоево» произошло от пол. dostojnik — сановник, приближённый государя. «Достойниками» с некоторой насмешкой называли жителей селения, из которых набирали княжескую обслугу. Подразумевалось, что эти люди были «достойны» данной службы. В Брестской области Беларуси сохранилось село Достоево. Предком Данилы Ивановича Ртищева, по мнению исследователей, являлся упоминаемый в исторических источниках татарин Аслан-Челеби-мурза, который ещё в 1389 году покинул Золотую Орду и был крещён в православие московским князем Дмитрием Донским. Сына этого татарина прозвали Широким Ртом, а его потомки стали Ртищевыми. Герб Ртищевых, на котором были изображены полумесяц, шестиугольная звезда и пара вооружённых татар, указывает на неправославное происхождение рода.
Окончательно фамилия «Достоевский» закрепилась за внуками Данилы Ивановича, потомки которых со временем становятся типичной служилой шляхтой. Пинская ветвь Достоевских на протяжении почти двух веков упоминалась в различных документах, но со временем интегрировалась польско-литовским государством, утратив дворянство. Во второй половине XVII века род перебирался на Украину. В это же время резко сократилось количество упоминаний фамилии в исторических документах. Исследователи не обнаружили однозначной связи писателя с основателем рода Данилой Иртищевым. Достоверно известно только то, что прямые предки писателя в первой половине XVIII века жили на Волыни. Для преодоления генеалогического разрыва в несколько поколений исследователи использовали метод реконструкции. Даже о деде писателя, Андрее Григорьевиче Достоевском, нет точных данных. Известно, что он родился около 1756 года на Волыни в семье мелкопоместного шляхтича. В 1775 году вместе с отцом и братьями перебрался в Брацлавское воеводство, которое после второго раздела Речи Посполитой вошло в состав Российской империи. С 1782 года Андрей Достоевский был священником в селе Войтовцы.

#### Родители писателя
Первым Достоевским, о котором имеются достоверные данные, является отец писателя, Михаил Андреевич Достоевский. Согласно обнаруженным документам, Михаил Достоевский родился в 1789 году в селе Войтовцы, в 1802 году поступил в духовную семинарию при Шаргородском Николаевском монастыре. В августе 1809 года Александр I издал указ об определении в Императорскую медико-хирургическую академию дополнительно 120 человек из духовных академий и семинарий. Михаил Достоевский успешно сдал экзамены и 14 октября 1809 года вступил в число казённых воспитанников по медицинской части в московское отделение академии. Во время Отечественной войны 1812 года студент 4-го класса Достоевский сначала был командирован «для пользования больных и раненых», а позже боролся с эпидемией тифа. 5 августа 1813 года был произведён лекарем 1-го отделения в Бородинский пехотный полк, 5 августа 1816 года был удостоен звания штаб-лекаря.
В апреле 1818 года Михаил Достоевский был переведён ординатором в военный госпиталь в Москве, где вскоре через коллегу познакомился с Марией Нечаевой, дочерью купца 3-й гильдии Фёдора Тимофеевича Нечаева, происходившего из старых посадских города Боровска Калужской губернии. Торговля Нечаева в суконном ряду процветала до нашествия Наполеона, после которого купец лишился практически всего своего состояния. Старшая сестра Марии, Александра, бывшая замужем за богатым первостатейным купцом 1-й гильдии Александром Куманиным, впоследствии принимала участие в судьбе писателя.
14 января 1820 года Михаил Достоевский и Мария Нечаева обвенчались в церкви Московского военного госпиталя. В конце 1820 года, после рождения первого сына Михаила, Достоевский уволился с военной службы и с 1821 года перешёл работать в Мариинскую больницу для бедных, несмотря на её скромные оклады, которые даже по официальным признаниям «не вознаграждают достаточно трудов их и не соответствуют необходимым надобностям каждого в содержании себя и своего семейства». Главным правилом заведения устанавливалось, что «бедность есть первое право» получить в ней помощь в любое время суток. Переселяясь на Божедомку, Достоевские уже ожидали прибавления семейства к концу осени.

### Московское детство

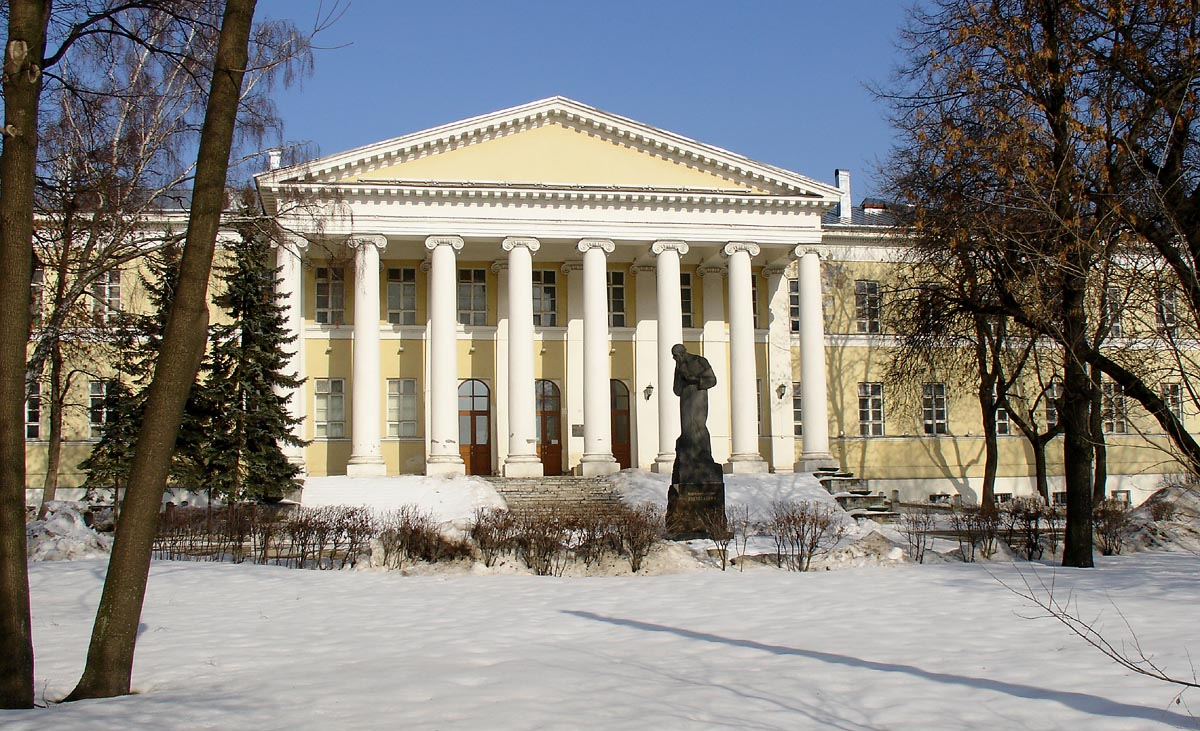
Мариинская больница для бедных

Фёдор Михайлович Достоевский родился 30 октября 1821 года в Москве на улице Новая Божедомка в правом флигеле Мариинской больницы для бедных Московского воспитательного дома. В «Книге для записи рождений…» церкви Петра и Павла при больнице осталась запись: «Родился младенец, в доме больницы бедных, у штаб-лекаря Михаила Андреича Достоевского, — сын Фёдор. Молитвовал священник Василий Ильин». Имя Фёдор было выбрано, по мнению биографов, по имени деда по матери — купца Фёдора Тимофеевича Нечаева. 4 ноября Достоевский был крещён. Крёстными родителями стали штаб-лекарь надворный советник Григорий Павлович Маслович и княгиня Прасковья Трофимовна Козловская, дед Фёдор Тимофеевич Нечаев и Александра Фёдоровна Куманина.
«Я происходил из семейства русского и благочестивого. С тех пор как я себя помню, я помню любовь ко мне родителей…», — вспоминал спустя полвека Фёдор Михайлович. В семье Достоевских строго соблюдались патриархальные обычаи. Домашний порядок подчинялся службе отца. В шесть часов Михаил Достоевский просыпался, проводил утренний обход в больнице, объезжал пациентов по домам. После двенадцати был обед с семьёй, отдых и снова приём в больнице. «В 9 часов вечера, не раньше — не позже, накрывался обыкновенно ужинный стол и, поужинав, мы, мальчики, становились перед образом; прочитывали молитвы и, простившись с родителями, отходили ко сну. Подобное препровождение времени повторялось ежедневно», — вспоминал Фёдор Михайлович. Самые ранние воспоминания писателя относятся к 1823—1824 годам. По свидетельству первого биографа Достоевского Ореста Фёдоровича Миллера, таким воспоминанием как раз стала молитва перед сном перед образами в гостиной при гостях. После рождения в конце 1822 года сестры Варвары няней в семье Достоевских становится Алёна Фроловна, о которой у будущего писателя остались самые лучшие воспоминания: «Всех она нас, детей, вырастила и выходила. Была она тогда лет сорока пяти, характера ясного, весёлого и всегда нам рассказывала такие славные сказки!». В произведениях Достоевского няня упоминается в романе «Бесы». После рождения в марте 1825 года Андрея семья перебирается в левый флигель больницы. Новая квартира, по воспоминаниям Андрея, состояла из двух комнат, передней и кухни. Детской для старших детей служило «полутёмное помещение», отгороженная задняя часть передней.
Из воспоминаний Андрея, в детстве Достоевские слушали сказки про «Жар-птицу», «Алёшу Поповича», «Синюю бороду», сказки «Тысячи и одной ночи» и другие. На Пасху смотрели Подновинские балаганы с «паяцами, клоунами, силачами, Петрушками и комедиантами». Летом устраивались семейные вечерние прогулки в Марьину рощу. По воскресеньям и праздникам Достоевские посещали обедни в больничной церкви, а летом мать с детьми ездила в Троице-Сергиеву лавру. В детстве дом Достоевских посещали сестра матери Александра Куманина с мужем, дедушка Фёдор Тимофеевич Нечаев и его вторая жена Ольга Яковлевна, дядя Михаил Фёдорович Нечаев. Друзьями дома в основном были сослуживцы отца и их семьи: эконом Мариинской больницы Фёдор Антонович Маркус, семьи старшего лекаря Кузьмы Алексеевича Щировского и ординатора больницы Аркадия Алексеевича Альфонского. Позже многие из них появляются в произведениях и упоминаются в неосуществлённых замыслах писателя.

### Начало обучения. Имение Даровое

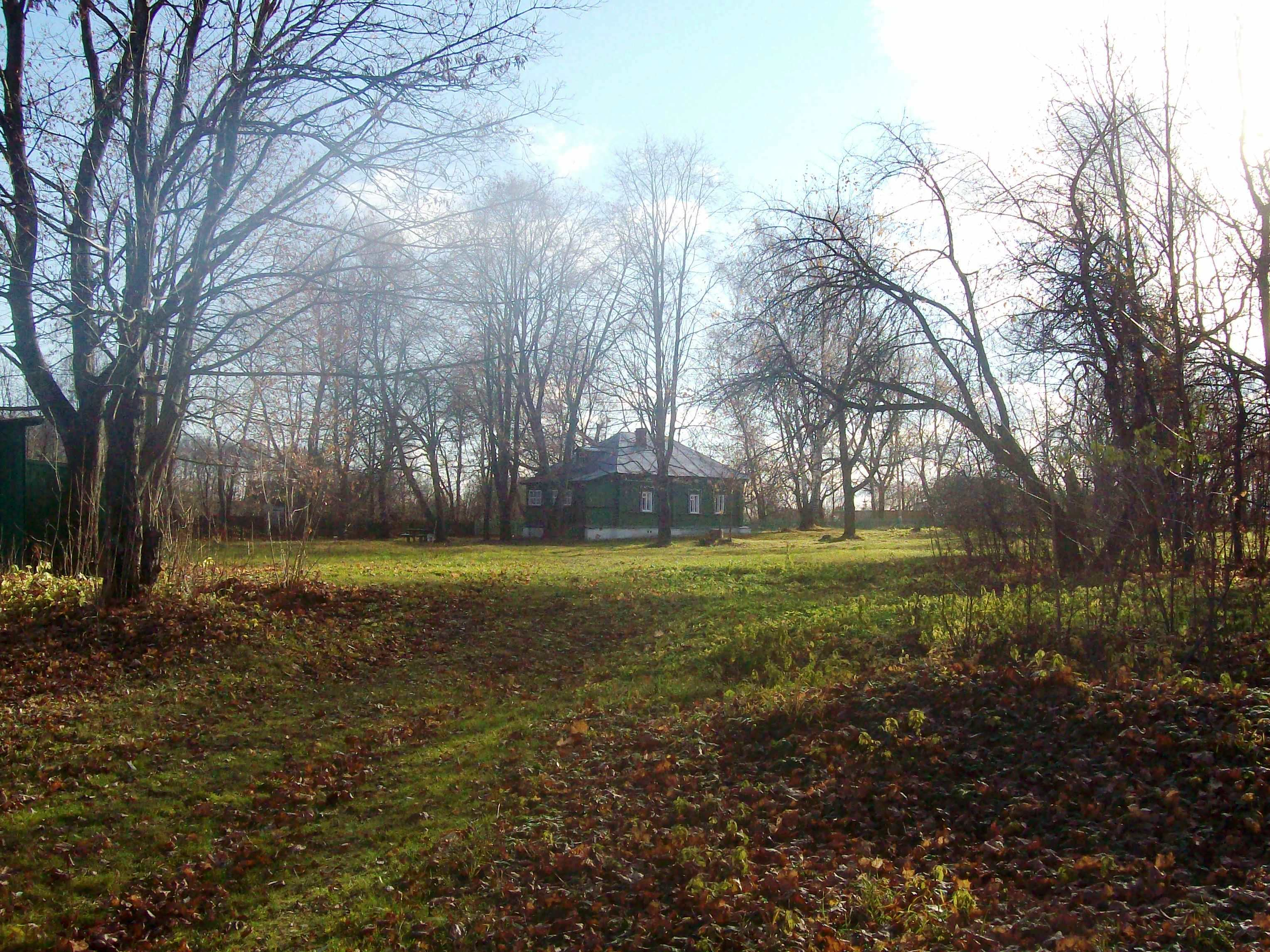
Усадьба «Даровое», Зарайский район

Домашний уклад Достоевских способствовал развитию воображения и любознательности. Позже в своих воспоминаниях писатель называл родителей, стремящихся вырваться из обыденности и заурядности, «лучшими, передовыми людьми». На семейных вечерах в гостиной вслух читали Карамзина, Державина, Жуковского, Пушкина, Полевого, Радклиф. Особенно выделял позднее Фёдор Михайлович чтение отцом «Истории Государства Российского»: «Мне было всего лишь десять лет, когда я уже знал почти все главные эпизоды русской истории». Чтению обучала детей Мария Фёдоровна. По воспоминаниям, детей рано начинали учить: «уже четырёхлетним сажали за книжку и твердили: „учись!“». Начинали с дешёвых лубочных сказок про Бову Королевича и Еруслана Лазаревича, сказаний о Куликовской битве, повестей про Шута Балакирева и Ермака. Первая серьёзная книга, по которой дети учились читать, — «Сто четыре Священные Истории Ветхого и Нового Завета». Спустя полвека Достоевскому удалось найти издание из детства, которое он впоследствии «бережёт <…> как святыню», рассказывая, что книга эта была «одна из первых, которая поразила меня в жизни, я был ещё тогда почти младенцем!».
Вместе с чином коллежского асессора весной 1827 года Михаил Андреевич получил право на потомственное дворянство; 28 июня 1828 года Достоевские стали дворянским родом, записанным в часть III родословной книги дворянства Московской губернии, что позволяло приобрести собственное имение, где большая семья могла бы проводить летние месяцы. Летом 1831 года Михаил Андреевич, заплатив около 30 тысяч рублей ассигнациями из скопленных и взятых взаймы средств, приобрёл село Даровое в Каширском уезде Тульской губернии в 150 км от Москвы. Земли в этой местности были худородные, одиннадцать его крестьянских дворов — бедные, а господский дом представлял собой маленький, плетнёвый, связанный глиною флигелёк из трёх комнат. Из-за оставшихся в селе шести дворов, принадлежащих соседу, практически сразу начались распри, перешедшие в судебную тяжбу. Кроме того, весной 1832 года по вине одного из крестьян в Даровом случился пожар, общие убытки от которого составили около 9 тысяч рублей. Позже писатель вспоминал: «оказалось, что всё сгорело, всё дотла <…> С первого страху вообразили, что полное разорение». Раздача денег пострадавшим крестьянам способствовала тому, что уже к концу лета «деревня <…> была обстроена с иголочки», но приобрести спорную Черемошню удалось только в 1833 году, заложив Даровое. Летом 1832 года дети впервые знакомятся с деревенской Россией. Дом Достоевских располагался в большой тенистой липовой роще, примыкавшей к березняку Брыково, «очень густому и с довольно мрачною и дикою местностью». Андрей Михайлович вспоминал, что «лесок Брыково с самого начала очень полюбился брату Феде», а «крестьяне, в особенности женщины, их очень любили». Впечатления от этой поездки впоследствии отразились, в частности, в романах «Бедные люди», «Бесы», а также в «Дневнике писателя».
После возвращения в Москву для Михаила и Фёдора начинаются годы обучения. Изначально отец собирался отдать старших сыновей в «Московский университетский благородный пансион», но передумал из-за преобразования последнего в гимназию, в которой практиковали телесные наказания. Несмотря на нетерпеливый, вспыльчивый и требовательный характер Михаила Андреевича, в семье Достоевских «принято было обходиться с детьми очень гуманно <…> не наказывали телесно, — никогда и никого». Старшие дети занимались с учителями. Закон Божий, русский язык, словесность, арифметику и географию преподавал приходящий дьякон Екатерининского института И. В. Хинковский. Ежедневно ездили на полупансион к преподавателю Александровского и Екатерининского институтов Н. И. Драшусову, который учил братьев французскому языку. Там же сыновья Драшусова, Александр и Владимир преподавали математику и словесные науки. Так как у Драшусова не было преподавателя латинского языка, то Михаил Андреевич «купил латинскую грамматику Бантышева», и осенью-зимой «каждый вечер начал заниматься с братьями Михаилом и Фёдором латынью». Михаил позже вспоминал, что «отец, при всей своей доброте, был чрезвычайно взыскателен и нетерпелив, а главное очень вспыльчив». Став пансионерами, Михаил и Фёдор могли приезжать в Даровое только летом на полтора-два месяца. Согласно проводимой в это время ревизии у Достоевских имелось «около ста крестьян и более пятисот десятин земли». В 1833—1834 годах Достоевский знакомится с творчеством Вальтера Скотта. Позже писатель признавал, что это позволило ему развить в себе «фантазию и впечатлительность», сохранив множество «прекрасных и высоких впечатлений». По воспоминаниям Андрея Михайловича, чаще всего он замечал Фёдора за чтением исторических романов «Квентин Дорвард» и «Уэверли, или Шестьдесят лет назад».

### Пансион Чермака. Смерть матери
В сентябре 1834 года Фёдор и Михаил Достоевские поступили в Пансион Чермака на Новой Басманной улице, считавшийся одним из лучших частных учебных заведений в Москве. Обучение стоило дорого, но помогали Куманины. Режим дня в учебном заведении был строгий. На полном пансионе обучающиеся приезжали домой только на выходные. Подъём был по звонку в шесть утра, зимой — в семь; после молитвы и завтрака занимались до двенадцати; после обеда снова занимались с двух до шести; с семи до десяти повторяли уроки, после чего ужинали и ложились спать. Полный курс состоял из трёх классов продолжительностью 11 месяцев каждый. Преподавали математику, риторику, географию, историю, физику, логику, русский, греческий, латинский, немецкий, английский, французский языки, чистописание, рисование и даже танцы. Леонтий Чермак старался создать иллюзию семейной жизни: «ел за одним столом вместе со своими учениками и обращался с ними ласково, как с собственными сыновьями», входил во все нужды детей, следил за их здоровьем.
По воспоминаниям учившихся в то время Фёдор Достоевский был «серьёзный, задумчивый мальчик, белокурый, с бледным лицом. Его мало занимали игры: во время рекреаций он не оставлял почти книг, проводя остальную часть свободного времени в разговорах со старшими воспитанниками». Зимой 1835 года, предположительно, у Достоевского случился первый припадок падучей. Среди преподавателей пансиона Фёдор и Михаил особенно выделяли учителя русского языка Николая Ивановича Билевича, который «просто сделался их идолом, так как на каждом шагу был ими вспоминаем». Билевич учился в одно время с Гоголем, посещал литературные собрания, сочинял стихи, переводил Шиллера. По предположению биографов Достоевского, педагог мог привлекать внимание учеников к текущим литературным событиям, творчеству Гоголя, а Билевич-литератор способствовать тому, что Достоевский начал думать о литературе как о профессии. На семейных чтениях по выходным и летом продолжали читать Державина, Жуковского, Карамзина, Пушкина. Предположительно, с 1835 года у Достоевских появляется подписка на журнал «Библиотека для чтения», в котором будущий писатель впервые читает «Пиковую даму» Пушкина, «Отца Горио» Оноре де Бальзака, произведения Виктора Гюго и Жорж Санд, драмы Эжена Скриба и другие новинки литературы.
В апреле 1835 года Мария Фёдоровна с младшими детьми едет в Даровое. В письме Михаила Андреевича от 29 апреля появляются первые свидетельства начала её тяжёлого заболевания. Михаил, Фёдор и Андрей в это время готовятся к экзаменам в пансионе. В Даровое они теперь могли приезжать только на месяц в июле-августе. После рождения в июле дочери болезнь Марии Фёдоровны обострилась. Следующее лето 1836 года в Даровом стало для неё последним. Осенью Мария Фёдоровна совсем занемогла. Андрей Достоевский позже вспоминал: «с начала нового, 1837 г. состояние маменьки очень ухудшилось, она почти не вставала с постели, а с февраля месяца и совершенно слегла». Коллеги-доктора пытались помочь жене Михаила Андреевича, но ни микстуры, ни советы не помогали; 27 февраля Мария Фёдоровна Достоевская, не дожив до 37 лет, скончалась; 1 марта её похоронили на Лазаревском кладбище.

### Юность

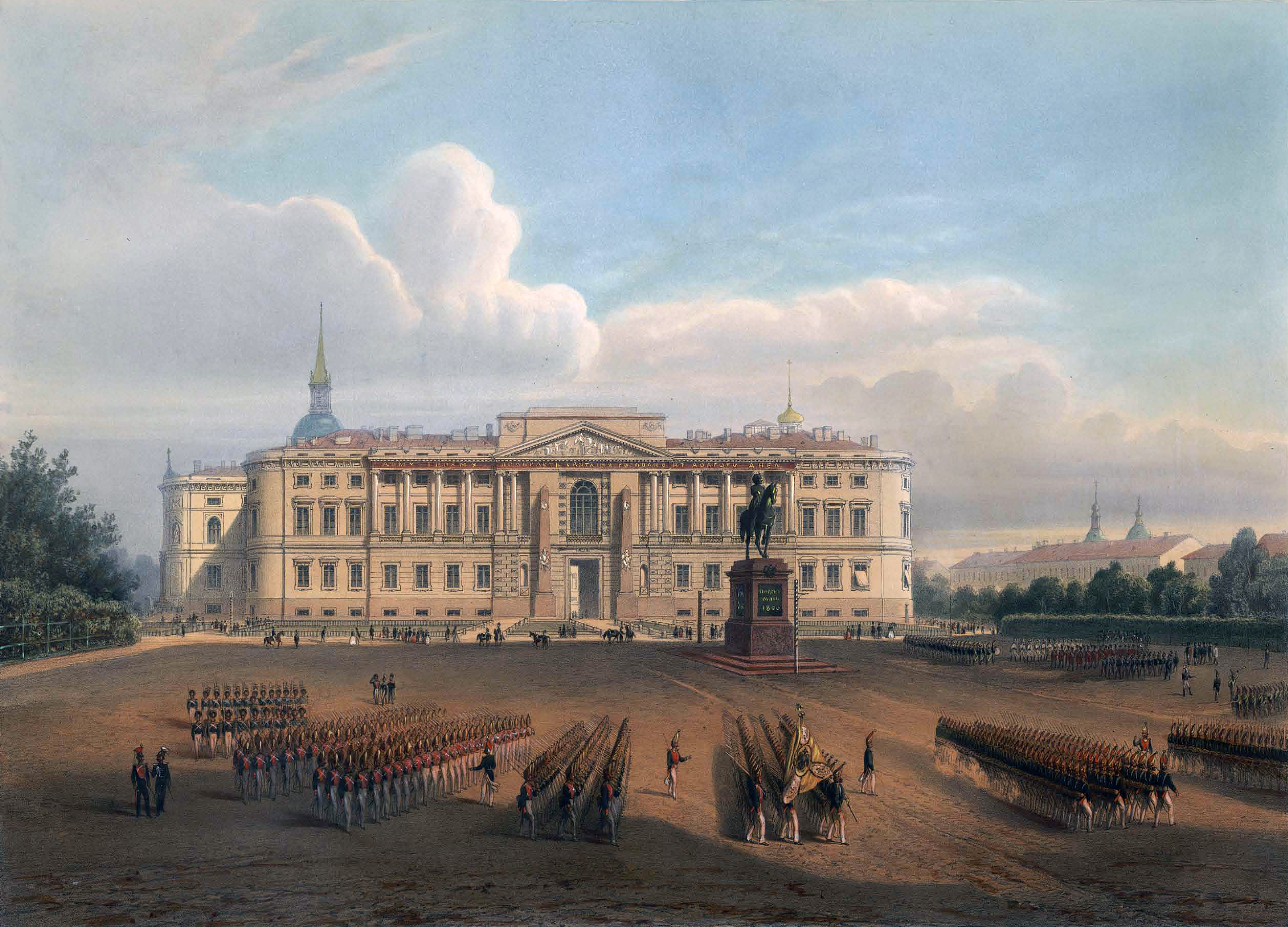
Инженерное училище

В мае 1837 года отец отвёз братьев Михаила и Фёдора в Петербург и определил их в приготовительный пансион К. Ф. Костомарова для поступления в Главное инженерное училище. Михаил и Фёдор Достоевские желали заниматься литературой, однако отец считал, что труд писателя не сможет обеспечить будущее старших сыновей, и настоял на их поступлении в инженерное училище, служба по окончании которого гарантировала материальное благополучие. В «Дневнике писателя» Достоевский вспоминал, как по дороге в Петербург вместе с братом «мечтали мы только о поэзии и о поэтах», «а я беспрерывно в уме сочинял роман из венецианской жизни». Старший брат в училище не был принят. Младший же учился с тяготою, не испытывая никакого призвания к будущей службе. В том же году их отец в чине коллежского советника оставил службу (за время которой был награждён орденами Св. Владимира 4-й степени — 1829 и Св. Анны 2-й степени — 1832) и поселился в Даровом, где в 1839 году, при до конца не выясненных обстоятельствах скончался.
Всё своё свободное от занятий время Достоевский уделял чтению сочинений Гомера, Корнеля, Расина, Бальзака, Гюго, Гёте, Гофмана, Шиллера, Шекспира, Байрона, из русских авторов — Державина, Лермонтова, Гоголя, а почти все произведения Пушкина знал наизусть.
Согласно воспоминаниям русского географа Семёнова-Тян-Шанского, Достоевский был «образованнее многих русских литераторов своего времени, как, например, Некрасова, Панаева, Григоровича, Плещеева и даже самого Гоголя».
Вдохновлённый прочитанным, юноша по ночам осуществлял собственные первые шаги в литературном творчестве. Осенью 1838 года товарищи по учёбе в Инженерном училище под влиянием Достоевского организовали литературный кружок, в который вошли И. И. Бережецкий, Н. И. Витковский, А. Н. Бекетов и Д. В. Григорович. В июне 1839 года Фёдор получил трагическое известие о скоропостижной смерти своего отца, последовавшей от апоплексического удара, спровоцированного конфликтом с собственными крестьянами.
По окончании училища в 1843 году Достоевский был зачислен полевым инженером-подпоручиком в Петербургскую инженерную команду, но уже в начале лета следующего года, решив всецело посвятить себя литературе, подал в отставку и 19 октября 1844 года получил увольнение от военной службы в чине поручика.

### Первые литературные опыты, публикации и петрашевцы
Ещё во время учёбы в училище Достоевский с 1840 по 1842 год работал над драмами «Мария Стюарт» и «Борис Годунов», отрывки из которых читал брату в 1841 году. В январе 1844 года Достоевский писал брату, что закончил драму «Жид Янкель». Эти первые юношеские произведения не сохранились.
В конце 1843 и начале 1844 года Достоевский переводил роман Эжена Сю «Матильда» и, немного позднее, роман Жорж Санд «Последняя из Альдини», одновременно начав работу над собственным романом «Бедные люди». Оба перевода не были завершены. В то же время Достоевский писал рассказы, которые не были закончены. Менее чем за год до увольнения с военной службы Достоевский в январе 1844 года завершил первый перевод на русский язык романа «Евгения Гранде» Бальзака, опубликованный в журнале «Репертуар и пантеон» в 1844 году без указания имени переводчика. В конце мая 1845 года начинающий писатель завершил свой первый роман «Бедные люди». При посредничестве Д. В. Григоровича с рукописью ознакомились Н. А. Некрасов и В. Г. Белинский. «Неистовый Виссарион» поначалу высоко оценил это произведение. Достоевский радушно был принят в кружок Белинского и стал знаменитым до публикации романа Н. А. Некрасовым в январе 1846 года. Все заговорили о «новом Гоголе». Через много лет Достоевский вспоминал слова Белинского в «Дневнике писателя»:
„Вам правда открыта и возвещена как художнику, досталась как дар, цените же ваш дар и оставайтесь верным и будете великим писателем!..“

<...> Это была самая восхитительная минута во всей моей жизни. Я в каторге, вспоминая её, укреплялся духом. — Достоевский Ф. М. «Дневник писателя» 1877 год. Январь. Гл. 2. § 4
Однако следующее произведение «Двойник» было встречено непониманием. По словам Д. В. Григоровича, восторженное признание и возведение Достоевского «чуть ли не на степень гения» сменилось разочарованием и недовольством. Белинский изменил своё первое благоприятное отношение к начинающему писателю. Критики «натуральной школы» писали о Достоевском как о новоявленном и непризнанном гении с сарказмом.
Белинский не смог оценить новаторство «Двойника», о котором М. М. Бахтин написал только спустя много лет. Кроме «неистового Виссариона», положительную оценку первым двум произведениям Достоевского дал только начинающий и многообещающий критик В. Н. Майков.
Близкие отношения Достоевского с кружком Белинского закончились разрывом после стычки с И. С. Тургеневым в конце 1846 года. В то же время Достоевский окончательно рассорился с редакцией «Современника» в лице Н. А. Некрасова и стал публиковаться в «Отечественных записках» А. А. Краевского.
Громкая слава позволила Достоевскому значительно расширить круг своих знакомств. Многие знакомые стали прототипами героев будущих произведений писателя, с другими связала многолетняя дружба, близость идейных взглядов, литература и публицистика. В январе — феврале 1846 года Достоевский по приглашению критика В. Н. Майкова посещал литературный салон Н. А. Майкова, где познакомился с И. А. Гончаровым.
Алексей Николаевич Бекетов, с которым Достоевский учился в Инженерном училище, познакомил писателя со своими братьями.
С конца зимы — начала весны 1846 года Достоевский стал участником литературно-философского кружка братьев Бекетовых (Алексея, Андрея и Николая), в который входили поэт А. Н. Майков, критик В. Н. Майков, А. Н. Плещеев, друг и врач писателя С. Д. Яновский, Д. В. Григорович и др. Осенью того же года члены этого кружка устроили «ассоциацию» с общим хозяйством, которая просуществовала до февраля 1847 года. В кругу новых знакомых Достоевский нашёл истинных друзей, которые помогли писателю вновь обрести себя после размолвки с участниками кружка Белинского.
26 ноября 1846 года Достоевский писал брату Михаилу, что добрые друзья Бекетовы и другие «меня вылечили своим обществом».

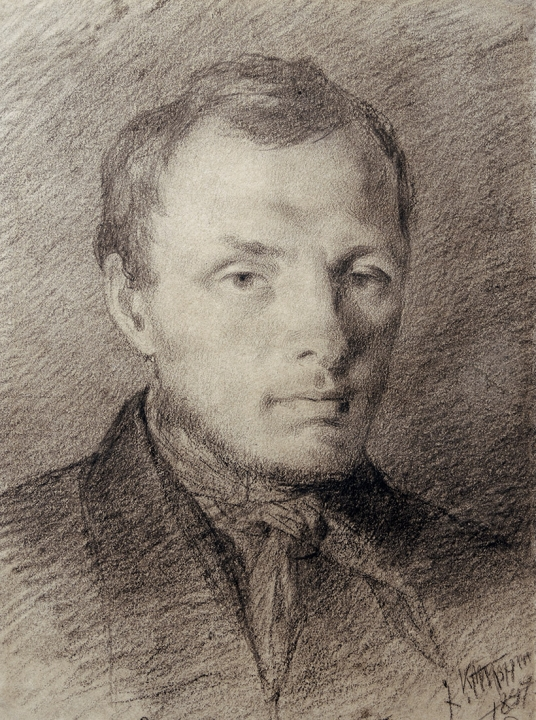
Достоевский в 26 лет, рисунок К. Трутовского, итальянский карандаш, бумага, (1847), (ГЛМ)

Весной 1846 года А. Н. Плещеев познакомил Достоевского с почитателем Ш. Фурье М. В. Петрашевским. Но Достоевский начал посещать устраиваемые Петрашевским «пятницы» с конца января 1847 года, где главными обсуждаемыми вопросами были свобода книгопечатания, перемена судопроизводства и освобождение крестьян. Среди петрашевцев существовало несколько самостоятельных кружков. Весной 1849 года Достоевский посещал литературно-музыкальный кружок С. Ф. Дурова, состоявший из участников «пятниц», которые разошлись с Петрашевским по политическим взглядам. Осенью 1848 года Достоевский познакомился с называвшим себя коммунистом Н. А. Спешневым, вокруг которого вскоре сплотилось семеро наиболее радикальных петрашевцев, составив особое тайное общество. Достоевский стал членом этого общества, целью которого было создание нелегальной типографии и осуществление переворота в России.
В кружке С. Ф. Дурова Достоевский несколько раз читал запрещённое «Письмо Белинского Гоголю».
Вскоре после публикации «Белых ночей» ранним утром 23 апреля 1849 года писатель в числе многих петрашевцев был арестован и провёл 8 месяцев в заключении в Петропавловской крепости.
Следствие по делу петрашевцев осталось в неведении о существовании семёрки Спешнева. Об этом стало известно спустя много лет из воспоминаний поэта А. Н. Майкова уже после смерти Достоевского. На допросах Достоевский предоставлял следствию минимум компрометирующей информации.
В начале своего литературного творчества молодой Достоевский скорее страдал от избытка замыслов и сюжетов, чем от недостатка материала.
Сочинения первого периода творчества Достоевского принадлежали различным жанрам:
- юмористического рассказа — «Роман в девяти письмах» (создан в 1845 году, издан в 1847 году)[120]
- физиологического очерка — фельетоны «Петербургской летописи» (1847)
- рассказа — «Господин Прохарчин» (1846)[121], «Ползунков» (1848)[122], «Честный вор» (1848)[123]
- трагикомического рассказа — «Чужая жена» и «Ревнивый муж» опубликованы как два отдельных рассказа в 1848 году, а для издания первого двухтомного собрания сочинений 1860 года были объединены под названием «Чужая жена и муж под кроватью»[124]
- святочного рассказа — «Ёлка и свадьба» (1848)[125]
- повести — «Хозяйка» (1847)[126], «Слабое сердце» (1848)[127], «Белые ночи» (1848)
- романа — эпистолярный роман «Бедные люди» (1846); «Неточка Незванова» создавалась в 1848—1849 годах как роман воспитания, который не был закончен из-за ареста, впоследствии переделан в повесть, изданную в 1866 году[128]

В Алексеевском равелине Достоевский написал рассказ «Маленький герой» (1849). Многие творческие начинания и замыслы молодого писателя нашли своё более широкое воплощение в его последующем творчестве. Лучшим произведением этого периода признан роман «Бедные люди».

### Каторга и ссылка

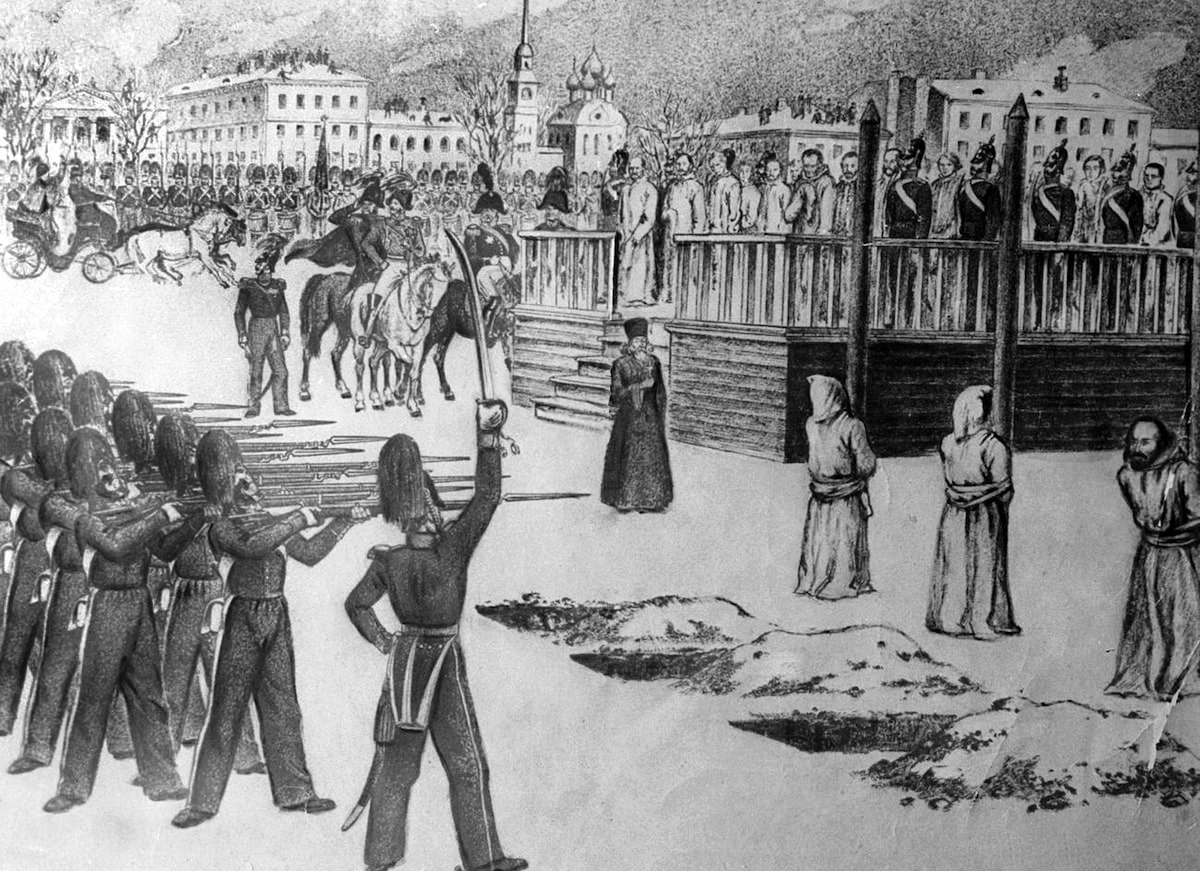
Инсценирование казни на Семёновском плацу

Достоевский отрицал предъявленные ему обвинения, но суд признал его «одним из важнейших преступников» за чтение и «за недонесение о распространении преступного о религии и правительстве письма литератора Белинского». До 13 ноября 1849 года Военно-судная комиссия приговорила Ф. М. Достоевского к лишению всех прав состояния и «смертной казни расстрелянием». 19 ноября смертный приговор Достоевскому был отменён по заключению генерал-аудиториата «ввиду несоответствия его вине осужденного» с осуждением к восьмилетнему сроку каторги. В конце ноября император Николай I при утверждении подготовленного генерал-аудиториатом приговора петрашевцам заменил восьмилетний срок каторги Достоевскому четырёхлетним с последующей военной службой рядовым.
22 декабря 1849 (3 января 1850 года) на Семёновском плацу петрашевцам[уточнить] был прочитан приговор о «смертной казни расстрелянием» с переломлением над головой шпаги, за чем последовала приостановка казни и помилование. При инсценировке казни о помиловании и назначении наказания в виде каторжных работ было объявлено в последний момент. Один из приговорённых к казни, Николай Григорьев, сошёл с ума. Ощущения, которые Достоевский мог испытывать перед казнью[уточнить], отражены в одном из монологов князя Мышкина в романе «Идиот». Вероятнее всего, политические взгляды писателя стали меняться ещё в Петропавловской крепости, в то время как его религиозные взгляды основывались на мировоззрении православия. Так, петрашевцу Ф. Н. Львову запомнились слова Достоевского, сказанные перед показательной казнью[уточнить] на Семёновском плацу Спешневу: «Nous serons avec le Christ» (Мы будем с Христом), на что тот ответил: «Un peu de poussière» (Горстью праха). В 1849 году Достоевский, замешанный в дело Петрашевского, был сослан в Сибирь.
Во время короткого пребывания в Тобольске с 9 по 20 января 1850 года на пути к месту каторги жёны сосланных декабристов Ж. А. Муравьёва, П. Е. Анненкова и Н. Д. Фонвизина устроили встречу писателя с другими этапируемыми петрашевцами и через капитана Смолькова передали каждому Евангелие с незаметно вклеенными в переплёт деньгами (10 рублей). Свой экземпляр Евангелия Достоевский хранил всю жизнь как реликвию. Следующие четыре года Достоевский провёл на каторге в Омске. Кроме Достоевского через суровую школу каторги прошёл только ещё один русский писатель XIX века — Н. Г. Чернышевский. Арестанты были лишены права переписки, но, находясь в лазарете, писатель смог тайно вести записи в так называемой «Сибирской тетради» («моя тетрадка каторжная»). Впечатления от пребывания в остроге нашли потом отражение в повести «Записки из Мёртвого дома». Достоевскому потребовались годы для того, чтобы сломить враждебное отчуждение к себе как к дворянину, после чего арестанты стали принимать его за своего. Первый биограф писателя О. Ф. Миллер считал, что каторга стала «уроком народной правды для Достоевского». В 1850 году в польском журнале «Варшавская библиотека» были опубликованы отрывки из романа «Бедные люди» и положительный отзыв о нём. Ко времени пребывания писателя на каторге относится первая медицинская констатация его болезни как падучая (Epilepsia), что явствует из приложенного свидетельства лекаря Ермакова к прошению Достоевского 1858 года об отставке на имя Александра II.
После освобождения из острога Достоевский около месяца провёл в Омске, где познакомился и подружился с Чоканом Валихановым, будущим известным казахским путешественником и этнографом.

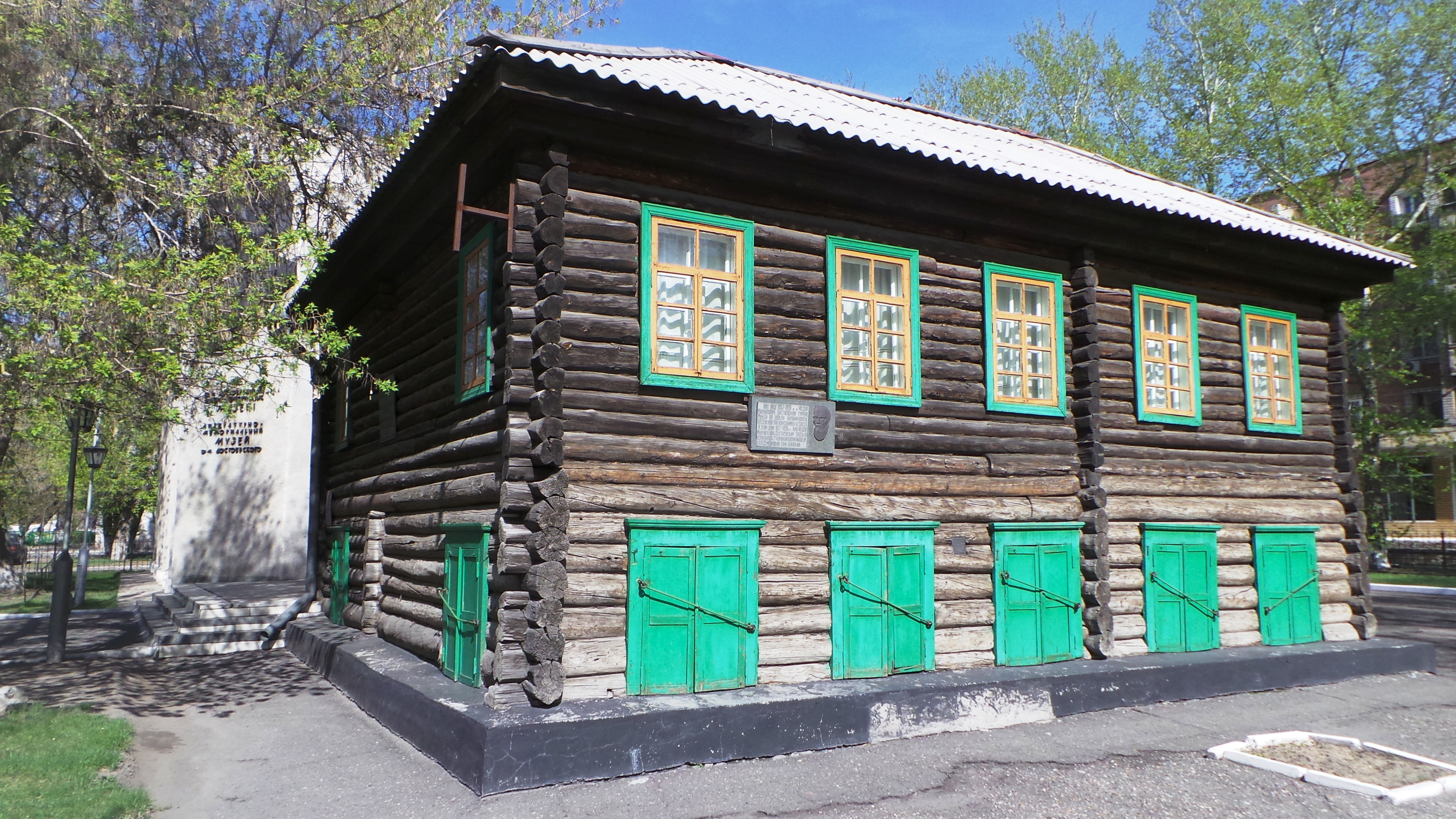
Дом в Семипалатинске, в котором Достоевский жил в 1857—1859 гг.

В конце февраля 1854 года Достоевский был отправлен рядовым в 7-й Сибирский линейный батальон в Семипалатинск. Там же весной того же года у него начался роман с Марией Дмитриевной Исаевой, которая была замужем за местным чиновником Александром Ивановичем Исаевым, горьким пьяницей. Через некоторое время Исаева перевели на место смотрителя трактиров в Кузнецк. 14 августа 1855 года Фёдор Михайлович получил письмо из Кузнецка: муж М. Д. Исаевой скончался после долгой болезни.
После смерти императора Николая I 18 февраля 1855 года Достоевский написал верноподданническое стихотворение, посвящённое его вдове, императрице Александре Фёдоровне. Благодаря ходатайству командующего отдельным Сибирским корпусом генерала от инфантерии Г. X. Гасфорта Достоевский был произведён в унтер-офицеры согласно пункту приказа военного министра в связи с манифестом 27 марта 1855 года в ознаменование начала царствования Александра II и дарованием льгот и милостей ряду осуждённых преступников. Надеясь на помилование нового императора Александра II, Фёдор Михайлович написал письмо своему давнему знакомому, герою Севастопольской обороны генерал-адъютанту Эдуарду Ивановичу Тотлебену, с просьбой походатайствовать о нём перед императором. Это письмо доставил в Петербург друг писателя барон Александр Егорович Врангель, опубликовавший свои воспоминания после смерти Достоевского. Э. И. Тотлебен на личной аудиенции у императора добился определённого помилования. В день коронации Александра II 26 августа 1856 года было объявлено прощение бывшим петрашевцам. Однако Александр II приказал установить за писателем тайный надзор до полного убеждения в его благонадёжности. 20 октября 1856 года Достоевский был произведён в прапорщики.
6 февраля 1857 года Достоевский обвенчался с Марией Исаевой в русской православной церкви в Кузнецке. Спустя неделю после венчания молодожёны отправились в Семипалатинск и на четыре дня остановились в Барнауле у П. П. Семёнова, где у Достоевского произошёл эпилептический припадок. Вопреки ожиданиям Достоевского этот брак не был счастливым.

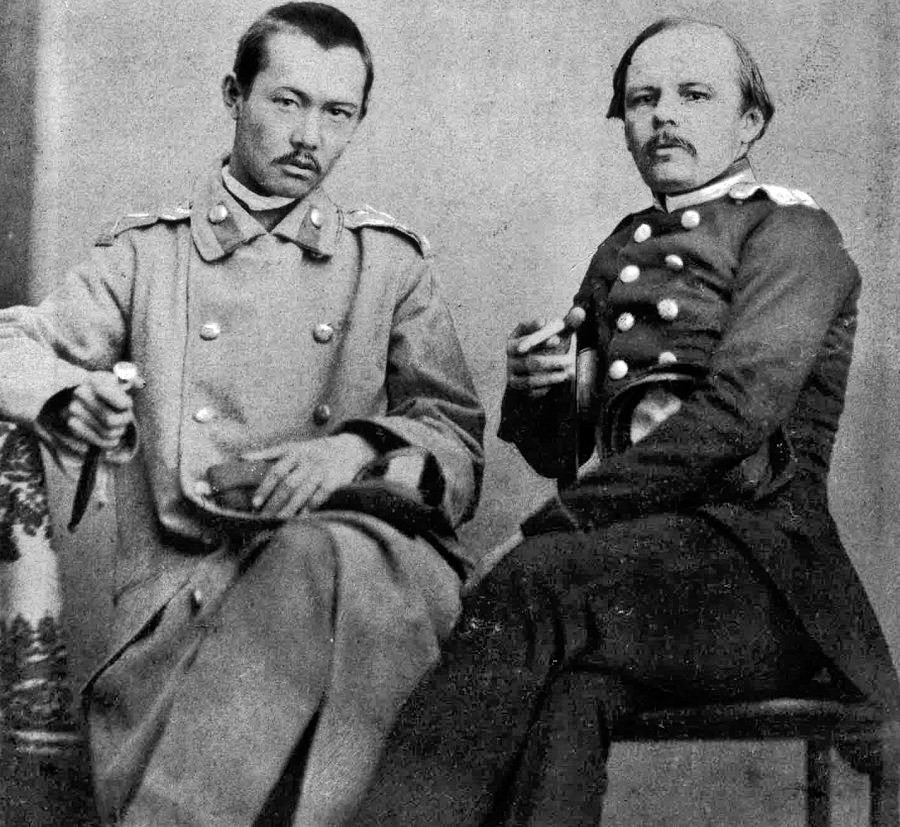
Достоевский и Ч. Валиханов. Фотография снята в Семипалатинске в 1858 г.

Помилование Достоевскому (то есть полная амнистия и разрешение публиковаться) было объявлено по высочайшему указу 17 апреля 1857 года, согласно которому права дворянства возвращались как декабристам, так и всем петрашевцам. Период заключения и военной службы был поворотным в жизни Достоевского: из ещё не определившегося в жизни «искателя правды в человеке» он превратился в глубоко религиозного человека, единственным идеалом которого на всю последующую жизнь стал Иисус Христос. Все три «верноподданнические» стихотворения Достоевского («На европейские события в 1854 году», «На первое июля 1855 года», <"На коронацию и заключение мира">) не были напечатаны при жизни писателя. Первым опубликованным произведением Достоевского после каторги и ссылки был рассказ «Маленький герой» («Отечественные записки», 1857, № 8), что имело место после полной амнистии. В 1859 году были опубликованы повести Достоевского «Дядюшкин сон» (в журнале «Русское слово») и «Село Степанчиково и его обитатели» (в журнале «Отечественные записки»).

### После ссылки

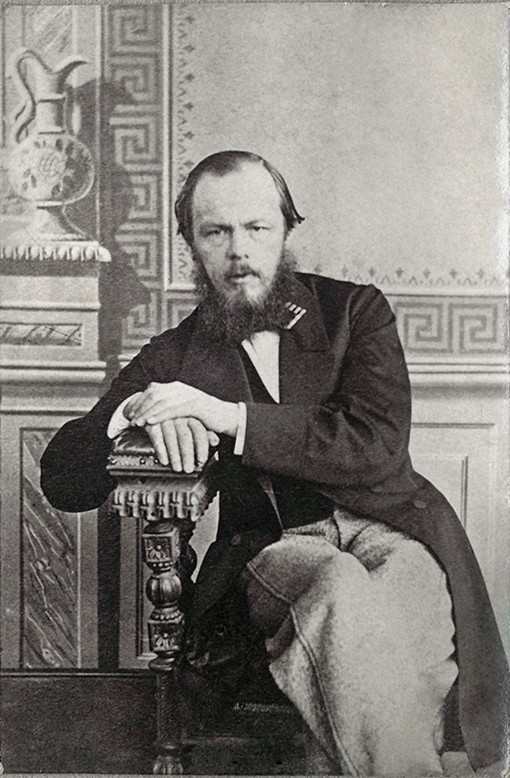
Достоевский в 1863 году

30 июня 1859 года Достоевскому выдали временный билет, разрешающий ему выезд в Тверь, и 2 июля писатель покинул Семипалатинск. В конце декабря 1859 года Достоевский с женой и приёмным сыном Павлом вернулся в Петербург, но негласное наблюдение за писателем не прекращалось до середины 1870-х годов. Достоевский был освобождён от надзора полиции 9 июля 1875 года.
В 1860 году вышло двухтомное собрание сочинений Достоевского. Тем не менее, поскольку современники не смогли дать достойную оценку повестям «Дядюшкин сон» и «Село Степанчиково и его обитатели», Достоевскому потребовался повторный громкий литературный дебют, которым стала публикация «Записок из Мёртвого дома» (впервые полностью в журнале «Время», 1861—1862). Новаторское сочинение, точное определение жанра которого до сих пор не удаётся литературоведам, ошеломило читателей России. Для современников «Записки» оказались откровением. До Достоевского никто не касался темы изображения жизни каторжных.
Одного этого произведения было достаточно для того, чтобы писатель занял достойное место как в русской, так и в мировой литературе. Согласно А. И. Герцену в «Записках из Мёртвого дома» Достоевский предстал русским Данте, который спускался в ад. А. И. Герцен сравнивал «Записки» с фреской Микеланджело «Страшный суд» и пытался перевести произведение писателя на английский язык, но из-за сложности перевода издание не было осуществлено.
С начала 1861 года Фёдор Михайлович помогал брату Михаилу издавать собственный литературно-политический журнал «Время», после закрытия которого в 1863 году братья начали выпускать журнал «Эпоха». На страницах этих журналов появились такие произведения Достоевского, как «Униженные и оскорблённые» (1861), «Записки из мёртвого дома», «Скверный анекдот» (1862), «Зимние заметки о летних впечатлениях» (1863) и «Записки из подполья» (1864). Сотрудничество в журналах «Время» и «Эпоха» положило начало публицистической деятельности Достоевского, а совместная работа с Н. Н. Страховым и А. А. Григорьевым способствовала становлению братьев Достоевских на позициях почвенничества.

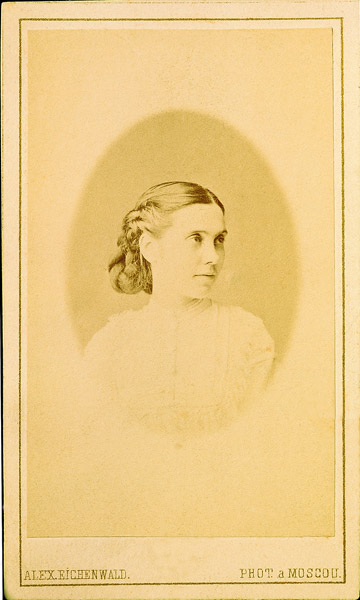
Аполлинария Суслова

Летом 1862 года Достоевский предпринял первую поездку за границу, побывав в Германии, Франции, Англии, Швейцарии, Италии и Австрии.
Несмотря на то, что главной целью путешествия было лечение на немецких курортах, в Баден-Бадене писатель увлёкся разорительной игрой в рулетку, испытывал постоянную нужду в деньгах. Часть второй поездки по Европе летом 1863 года Достоевский провёл с молодой эмансипированной особой Аполлинарией Сусловой («инфернальной женщиной» по словам писателя), с которой также встречался в 1865 году в Висбадене. Любовь Достоевского к А. П. Сусловой, их сложные отношения и привязанность писателя к рулетке нашли отражение в романе «Игрок». Достоевский посещал казино в Баден-Бадене, Висбадене и Гомбурге в 1862, 1863, 1865, 1867, 1870 и 1871 годах. Последний раз писатель играл в рулетку в Висбадене 16 апреля 1871 года, когда после проигрыша навсегда поборол в себе страсть к игре. Свои впечатления от первой поездки по странам Европы, размышления об идеалах Великой французской революции — «Свободе, равенстве и братстве» Достоевский описал в цикле из восьми философских очерков-эссе «Зимние заметки о летних впечатлениях». Писатель «в своих парижских и лондонских впечатлениях нашел вдохновение и силу» «объявить себя врагом буржуазного прогресса». Размышления писателя о буржуазной цивилизации в «Зимних заметках о летних впечатлениях» предваряли историко-социологическую проблематику «великого пятикнижия», философская основа которого по определению достоеведа А. С. Долинина была заложена в «Записках из подполья».
«Записки из подполья», знаменовавшие новый этап в развитии таланта Достоевского, должны были стать частями большого романа «Исповедь», нереализованный замысел которого зародился в 1862 году. Первая часть философской исповеди героя «Подполье» была написана в январе и феврале, а вторая («Повесть по поводу мокрого снега») — с марта по май 1864 года. В повести Достоевский выступил как новатор, наделив рассуждения «подпольного человека» большой силой убедительности. Эту «доказательность» унаследовали Раскольников, Ставрогин и братья Карамазовы в монологах последующих романов «великого пятикнижия». Столь необычный для современников приём стал основанием для ошибочного отождествления персонажа с автором. Обладая собственным понятием выгоды «отрешившийся от почвы и народных начал» «подпольный парадоксалист» ведёт полемику не только с теорией «разумного эгоизма» Н. Г. Чернышевского. Его рассуждения направлены как против рационализма и оптимизма просветителей XVIII века (Руссо и Дидро), так и против сторонников различных лагерей общественно-политической борьбы начала 1860-х годов. «Подпольный человек» уверен, что «живая жизнь» не поддаётся расчёту по формуле «2 х 2 = 4». Герою «Записок из подполья», который на последних страницах повести называет себя «антигерой», ближе философские идеи Канта, Шопенгауэра и Штирнера о свободе воли — «своё собственное, вольное и свободное хотенье» превыше всего, и он доводит свою программу крайнего индивидуализма и скептицизма до логического предела. При этом, к большому удивлению Достоевского, тезис о «потребности веры и Христа» не пропустила цензура. Образ утратившего связь с народом «лишнего человека» стал результатом многолетних раздумий Достоевского и не переставал волновать его до конца жизни. Многие мысли автора «Записок из подполья» получили развитие в последующих романах, начиная с «Преступления и наказания».
В 1864 году ушли из жизни жена и старший брат писателя. В данный период происходит разрушение социалистических иллюзий юности (основой которых являлись европейские социалистические теории), формируется критическое восприятие писателем буржуазно-либеральных ценностей. Мысли Достоевского на этот счёт впоследствии найдут своё отражение в романах «великого пятикнижия» и «Дневнике писателя».

### Расцвет творчества
К наиболее значительным произведениям писателя литературоведы относят уникальный в русской и мировой литературе моножурнал философско-литературной публицистики «Дневник писателя» и так называемое «великое пятикнижие», в которое входят последние романы:
- «Преступление и наказание» (1866),
- «Идиот» (1868),
- «Бесы» (1871—1872),
- «Подросток» (1875),
- «Братья Карамазовы» (1879—1880)[К 2].

#### «Преступление и наказание» и «Игрок»

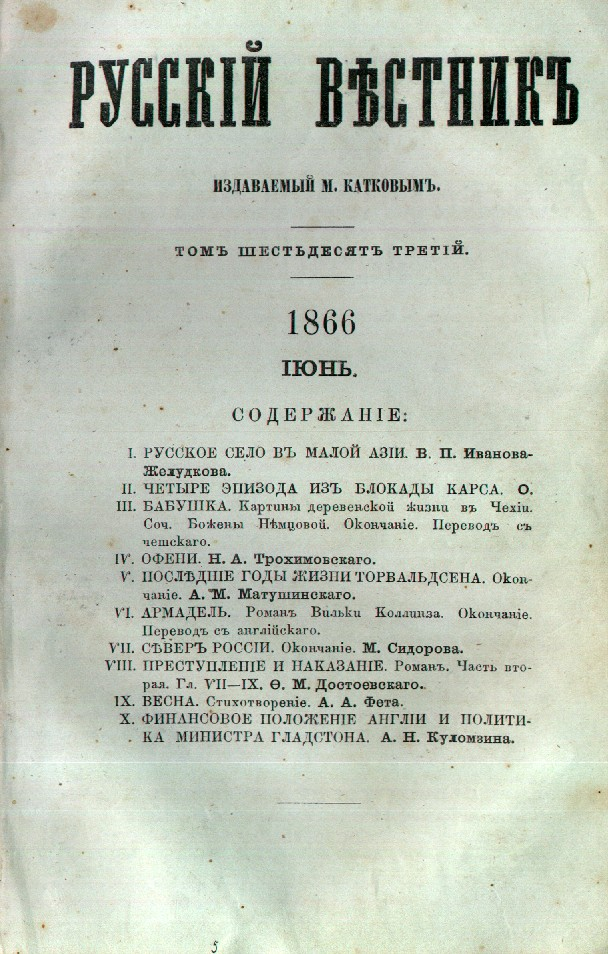
«Преступление и наказание» в журнале «Русский вестник» М. Н. Каткова

В феврале 1865 года, через полгода после смерти брата, издание «Эпохи» прекратилось. Взяв на себя ответственность за долговые обязательства «Эпохи» и испытывая финансовые затруднения, Достоевский вынужден был согласиться на кабальные условия договора по публикации собрания сочинений с издателем Ф. Т. Стелловским и начал работать над романом «Преступление и наказание». С 1865 по 1870 год Стелловский издавал полное по тем временам собрание сочинений Достоевского в 4 томах. Создание «Преступления и наказания» началось в августе 1865 года за границей. Сохранился черновик письма писателя 10 (22)—15 (27) сентября 1865 года М. Н. Каткову с изложением сюжета почти законченной повести и предложением её публикации в журнале «Русский вестник», аванс за которую Катков отослал Достоевскому в Висбаден. В этом письме Каткову Достоевский описал содержание и главную идею повести. «Психологический отчет одного преступления» молодого человека, исключённого из университета студента, живущего в крайней бедности, который «по легкомыслию и по шатости в понятиях поддался некоторым странным „недоконченным“ идеям». «Он решился убить одну старуху, титулярную советницу, дающую деньги на проценты», чтобы сделать счастливой свою мать и сестру. После он мог бы окончить университет, уехать за границу и «всю жизнь быть честным, твердым, неуклонным в исполнении „гуманного долга к человечеству“».
«Тут-то и развёртывается весь психологический процесс преступления. Неразрешимые вопросы восстают перед убийцею, неподозреваемые и неожиданные чувства мучают его сердце. Божья правда, земной закон берет своё, и он кончает тем, что принуждён
сам на себя донести. Принуждён, чтобы хотя погибнуть в каторге, но примкнуть опять к людям; чувство разомкнутости и разъединённости с человечеством, которое он ощутил тотчас же по совершении преступления, замучило его.
Закон правды и человеческая природа взяли своё, убили убеждения, даже
без сопротивления. Преступник сам решает принять муки, чтоб искупить
своё дело».
Изложенный в письме Каткову сюжет стал синтезом ранних неосуществлённых замыслов писателя. О существовании основной философской идеи будущего «Преступления и наказания» свидетельствует запись в дневнике А. П. Сусловой от 17 сентября 1863 года: «<…> какой-нибудь Наполеон говорит: „Истребить весь город“».
В письме семипалатинскому другу барону А. Е. Врангелю от 28 сентября 1865 года Достоевский писал: «А между тем повесть, которую я пишу теперь, будет,
может быть, лучше всего, что я написал, если дадут мне время её окончить».
В начале ноября после возвращения в Петербург Достоевский продолжил работу над повестью, которая вскоре разрослась в роман. В письме из Петербурга А. Е. Врангелю 18 февраля 1866 года Достоевский писал: «В конце ноября было много написано и готово; я всё сжёг; теперь в этом можно признаться. Мне не понравилось самому. Новая форма, новый план меня увлёк, и я начал сызнова».
В повести рассказ излагался от первого лица. В роман был добавлен социальный фон — линия Мармеладова из замысла повести «Пьяненькие», герой получил имя Раскольников, повествование велось от лица автора для придания достоверности описанию психологии и раскрытия напряжённой внутренней жизни главного персонажа.
Новый, существенно переработанный и расширенный вариант романа «Преступление и наказание», опубликованный в журнале «Русский вестник» за 1866 год, создавался с декабря 1865 по декабрь 1866 года.
Первые главы отсылались М. Н. Каткову прямо в набор консервативного журнала «Русский вестник», где вышли в январе и феврале 1866 года, последующие печатались из номера в номер. До конца года Достоевский мог закончить роман. Однако, по жёстким условиям «драконовского контракта», под угрозой потери авторских прав и гонораров на свои издания на 9 лет в пользу издателя Ф. Т. Стелловского писатель должен был предоставить новый неопубликованный роман к 1 ноября 1866 года. Достоевский находился в ситуации цейтнота, когда написать новый роман в столь сжатые сроки было физически невозможно. Совершенно случайно на помощь пришёл друг писателя А. П. Милюков, который для ускорения работы над романом «Игрок» нашёл лучшую стенографистку Анну Григорьевну Сниткину.

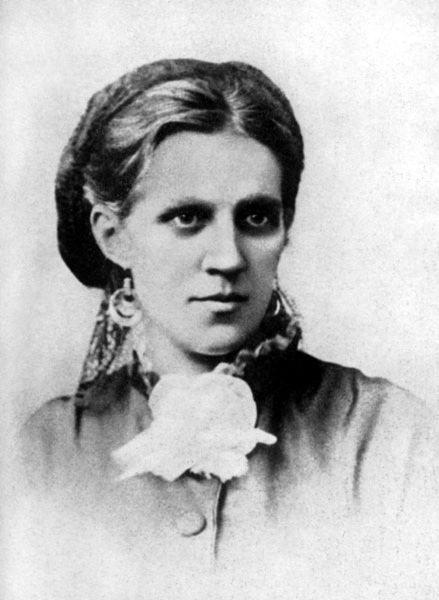
Анна Григорьевна Достоевская (урождённая Сниткина)

Роман был создан за 26 дней. С 4 по 29 октября Анна Григорьевна записывала текст под диктовку на квартире писателя в доме И. М. Алонкина в Петербурге на углу Малой Мещанской и Столярного переулка, а не в Баден-Бадене, о чём «свидетельствует» надпись под барельефом Достоевского «Здесь был написан роман „Игрок“».
Возможно, не случайно писателем было выбрано это место, где происходили события, описанные в повести М. Ю. Лермонтова «Штосс», и «проживал» Родион Раскольников. Вскоре после передачи рукописи романа «Игрок» издателю, 8 ноября 1866 года, Достоевский сделал Анне Григорьевне предложение руки и сердца. 15 февраля 1867 года в Троицком соборе состоялось таинство венчания Достоевского и А. Г. Сниткиной. Роман «Преступление и наказание» был оплачен М. Н. Катковым очень хорошо, но чтобы эти деньги не отобрали кредиторы, писатель уехал за границу со своей новой женой. Поездка отражена в дневнике, который в 1867 году начала вести жена писателя Анна Григорьевна. По пути в Германию супруги остановились на несколько дней в Вильне.

#### «Идиот»

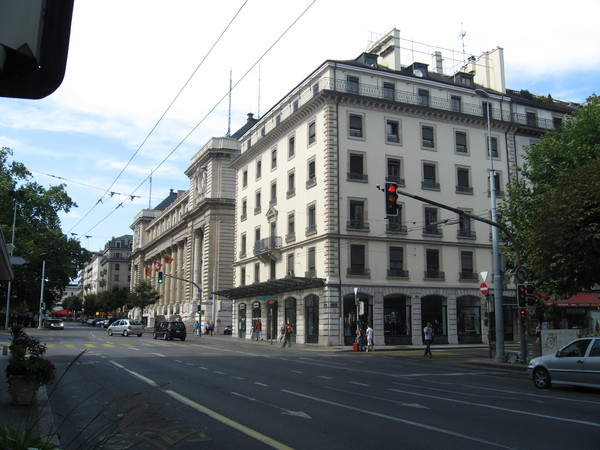
Дом в Женеве, в котором жил Достоевский в 1868 году

За рубежом был написан роман «Идиот», работу над которым Достоевский начал в сентябре 1867 года в Женеве, продолжил там же до конца мая 1868 года, затем писал его в Веве и Милане, а закончил во Флоренции 17 (29) января 1869 года. Основную идею романа Достоевский изложил в письме из Женевы к А. Н. Майкову от 31 декабря 1867 (12 января 1868) года: «Давно уже мучила меня одна мысль, но я боялся из неё сделать роман, потому что мысль слишком трудная и я к ней не приготовлен, хотя мысль вполне соблазнительная и я люблю её. Идея эта — изобразить вполне прекрасного человека. Труднее этого, по-моему, быть ничего не может, в наше время особенно». «Идиот» — одно из самых сложных произведений Достоевского. Трагичность романа заключается в том, что «Князю-Христу» (Мышкину — любимому герою писателя) вмешательством в судьбы других персонажей никого не удаётся осчастливить, не удаётся победить враждебные силы, жертвой которых становится и он сам.

#### «Бесы»
По завершении романа «Идиот» Достоевский задумал эпопею «Атеизм» (1869—1870), впоследствии изменив её название на «Житие великого грешника». Этот план не был осуществлён, но части замысла воплотились в 1870—1872 годах при подготовительной работе романа «Бесы», в 1874—1875 годах при написании романа «Подросток», и в 1878—1880 годах при создании романа «Братья Карамазовы». В августе 1869 года писатель приступил к написанию повести «Вечный муж», текст которой через три месяца был отослан для публикации в журнале «3аря».
Осенью того же года Достоевский одновременно работал над другими неосуществлёнными замыслами, вошедшими впоследствии в роман «Бесы», в частности персонаж одного из них — Картузов — воплотился в образ Лебядкина. Обращает внимание помета писателя данного периода: «Всё кратко, по-пушкински, с самого начала без психологических тонкостей, с короткими фразами. Учиться писать».
В романе «Бесы» (1871—1872) отразилась ожесточённая полемика Достоевского с революционной Россией: как с нечаевцами («детьми» — нигилистами поколения «бесов»), так и с либералами («отцами»), в определённой мере ответственными за начало террора. Согласно словам Достоевского из писем Н. Н. Страхову 9 (21) октября и 2 (14) декабря 1870 года замысел антинигилистического романа зародился в конце 1869 года. Непосредственно к работе над «Бесами» писатель приступил в январе 1870 года в Дрездене, о чём свидетельствуют подготовительные материалы к роману. В марте 1870 года Достоевский писал Н. Н. Страхову, что скоро закончит тенденциозный роман-памфлет. «Нигилисты и западники требуют окончательной плети». Через день писатель сообщал А. Н. Майкову: «То, что пишу,— вещь тенденциозная, хочется высказаться погорячее. (Вот завопят-то про меня нигилисты и западники, что ретроград!) Да черт с ними, а я до последнего слова выскажусь». Работа над романом значительно приостановилась летом, когда первый план стал занимать мощный образ Ставрогина, ставший ключевым героем «Бесов». Тогда замысел произведения был кардинально переработан, и политический памфлет соединился с романом-трагедией. Процесс создания «Бесов» стоил Достоевскому большего труда, чем любое другое его произведение.

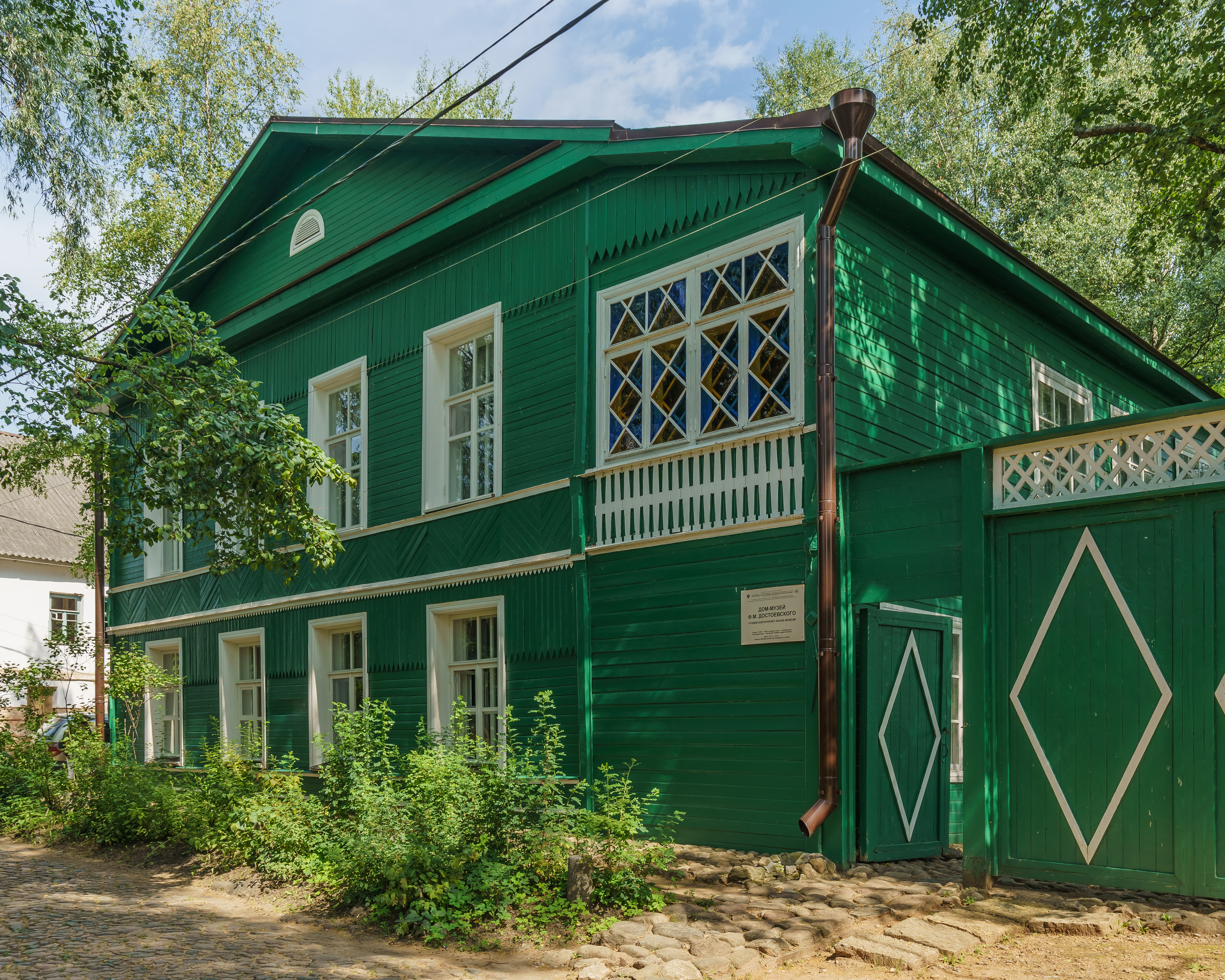
Дом-музей писателя в Старой Руссе

Спасаясь от кредиторов, Достоевский был вынужден четыре года провести за границей. 8 июля 1871 года после четырёхлетнего пребывания в Европе Достоевский с семьёй вернулся в Петербург. Возвращение в Россию знаменовало наиболее благоприятный в материальном плане период жизни писателя и самый светлый период семейного счастья. Вторая жена Анна Григорьевна обустроила жизнь писателя, взяв на себя руководство финансами семьи, а с 1871 года Достоевский навсегда бросил рулетку. Эти годы жизни были очень плодотворными.
С 1872 года семья писателя проводила лето в городе Старая Русса Новгородской губернии. Для поправки здоровья Достоевский часто выезжал в Германию на курорт в Эмс.
В России писатель продолжил написание романа «Бесы», который был закончен в Петербурге во второй половине ноября 1872 года. Отрицательных отзывов о романе было больше, чем положительных.
Защищаясь от критиков, превратно истолковывавших идею романа «Бесы», Достоевский поместил в «Дневнике писателя» статью «Одна из современных фальшей» (1873), где писал, что среди нечаевцев не все «идиотические фанатики», шалопаи, «монстры» и «мошенники»: «Не верю, не все; я сам старый „нечаевец“».

#### «Дневник писателя»

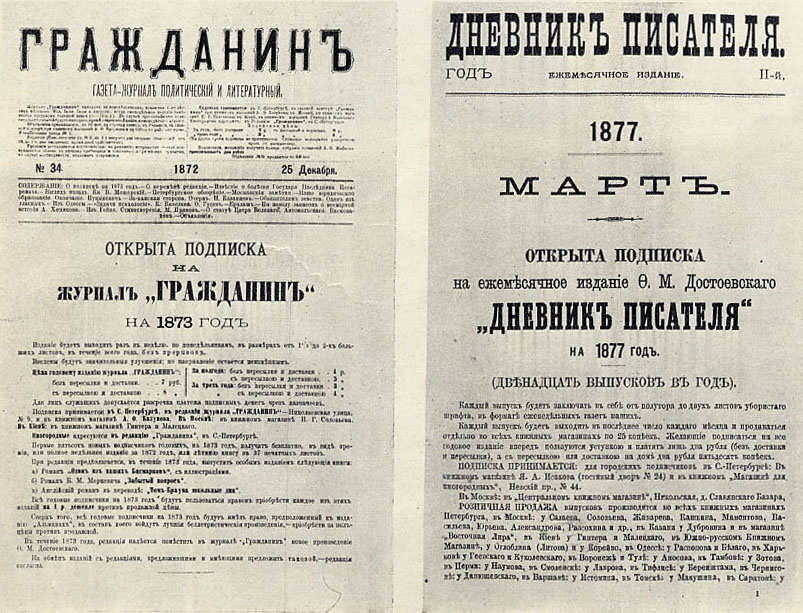
Редакция «Гражданина» сообщает о публикации нового произведения Достоевского на своих страницах в 1873 году и «Дневник писателя» в отдельном издании 1877 года

Склонность к публицистике Достоевский питал с первого периода творчества, когда в 1847 году были опубликованы его фельетоны «Петербургская летопись». После долгого вынужденного перерыва каторги и ссылки тяга писателя к освещению злободневных проблем воплощалась при издании журналов «Время» и «Эпоха». В первом январском номере еженедельного журнала «Гражданин» за 1873 год, издававшегося В. П. Мещерским, появился раздел «Дневник писателя», в котором Достоевский пояснил своё желание отразить собственное отношение к актуальным событиям словами «Буду и я говорить сам с собой … в форме этого дневника. <…> Об чем говорить? Обо всем, что поразит меня или заставит задуматься», когда хаос, отсутствие убеждений и «точек упоров», цинизм преобладали в пореформенной России. Н. К. Михайловский назвал новую рубрику комментарием к роману «Бесы», публикация которого и работа Достоевского на посту редактора-издателя «Гражданина» дали повод критикам к обвинению писателя в реакционности и ретроградстве. Исполнение редакторских обязанностей отнимало много времени и сил, поэтому писатель решил покинуть пост и перейти к созданию романа «Подросток». Последний подписанный Достоевским как редактором номер «Гражданина» вышел 15 апреля 1874 года.
Новаторское по форме и содержанию издание одного автора состояло из серий фельетонов, очерков, полемических заметок на злобу дня, литературной критики, воспоминаний. В «Дневнике писателя» впервые публиковались ответы на письма читателей со всей России, были напечатаны небольшие художественные произведения: «Бобок» (1873), «Мальчик у Христа на ёлке» (1876), «Мужик Марей» (1876), «Столетняя» (1876), «Кроткая» (1876), «Сон смешного человека» (1877). В 1880 году вышел очерк о Пушкине.
На страницах моножурнала в форме диалога велась полемика равных по силе оппонентов, которые представляли различные направления русской общественно-литературной мысли: консервативной («Русский мир», «Русский вестник»), либеральной («Вестник Европы») и революционно-демократической («Отечественные записки»). Автор излагал разные точки зрения на современные события и собственное к ним отношение. Поиск ответов на острые вопросы политической, социальной и духовной жизни России впоследствии был продолжен в самостоятельных выпусках «Дневника писателя» за 1876, 1877, 1880 и 1881 годы, в романах «Подросток» и «Братья Карамазовы», в речи о Пушкине 1880 года. «Дневник писателя» пользовался большой популярностью, благодаря чему возросло влияние его автора на общественное мнение.

#### «Подросток»

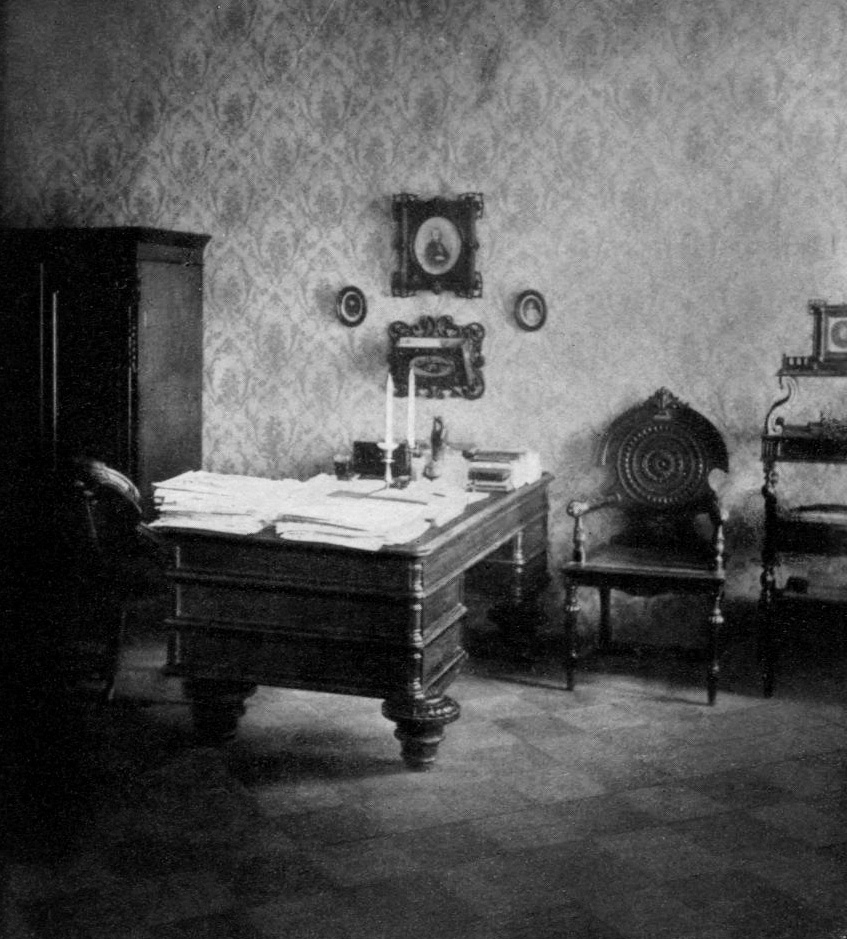
Рабочий кабинет писателя в последней квартире в Петербурге

Свой четвёртый роман «великого пятикнижия» по просьбе Н. А. Некрасова Достоевский предоставил для публикации журналу «Отечественные записки», где он выходил на протяжении 1875 года.
Замысел романа оформлялся в период редакторской работы писателя в журнале «Гражданин» и был связан как с опубликованными там публицистическими выступлениями, как с предшествующими неосуществлёнными планами, так и с некоторыми ранними произведениями («Двойник», «Маленький герой», «Записки из подполья») и зрелыми романами («Идиот», «Бесы»).
Наряду с многими протагонистами романов «великого пятикнижия» заглавный герой «Подростка» является носителем идеи. На этом основании «Преступление и наказание», «Идиот», «Бесы», «Подросток» и «Братья Карамазовы» литературоведы называют идеологическими романами (термин впервые употребил Б. М. Энгельгардт). Герой романа, подросток 19 лет Аркадий Макарович Долгорукий, пытается воплотить «идею Ротшильда» — «цель не богатство материальное, а могущество». При этом главным в произведении Достоевский считал не проверку «идеи» Аркадия Долгорукого на прочность, а поиск им идеала. Наряду с темой «отцы и дети», отражённой в «Бесах», на первый план выходит тема воспитания Подростка, поэтому литературоведы причисляют это произведение к роману воспитания. В конце «Записок» (своего рода покаянной исповеди) герой пишет о неузнаваемом изменении «идеи Ротшильда»: «Но эта новая жизнь, этот новый, открывшийся передо мною путь и есть моя же „идея“, та самая, что и прежде, но уже совершенно в ином виде, так что её уже и узнать нельзя».

#### «Братья Карамазовы» иречь о Пушкине
В марте 1878 года Комитет общества литераторов Франции пригласил Достоевского принять участие в Международном литературном конгрессе в Париже под председательством В. Гюго. В списке членов Международной литературной ассоциации Достоевский возглавлял представителей от России. По причинам болезни и смерти сына Алексея 16 мая Достоевский не смог присутствовать на конгрессе, состоявшемся 30 мая (11 июня) 1878 года.
Зимой 1878 года воспитатель великих князей Сергея и Павла Александровичей Д. С. Арсеньев по просьбе императора Александра II познакомился с Достоевским и весной пригласил писателя на обед к великим князьям. С Александром II Достоевский не был лично знаком, но трижды присутствовал на обедах с его сыновьями Сергеем и Павлом Александровичами. 21 марта и 24 апреля 1878 года на обедах у великих князей с Достоевским присутствовал К. Н. Бестужев-Рюмин. Третий обед с Достоевским состоялся 5 марта 1879 года, о чём великий князь К. К. Романов оставил запись в дневнике. 16 декабря 1880 года Достоевский был принят наследником и будущим императором Александром III
в Аничковом дворце.
В эти же годы писатель сблизился с консервативными журналистами, публицистами и мыслителями, переписывался с видным государственным деятелем К. П. Победоносцевым, с которым был знаком с 1872 года. Весной 1878 года Достоевский заинтересовался личностью одного из родоначальников русского космизма Н. Ф. Фёдорова, идеи которого считал «как бы за свои», и посещал некоторые лекции Вл. С. Соловьёва «О Богочеловечестве». Размышления писателя над близкими ему философскими идеями Н. Ф. Фёдорова и проблема соотношения природного и нравственного начал человеческой личности, затронутая в чтениях Вл. Соловьёва, будут отражены в «Братьях Карамазовых».

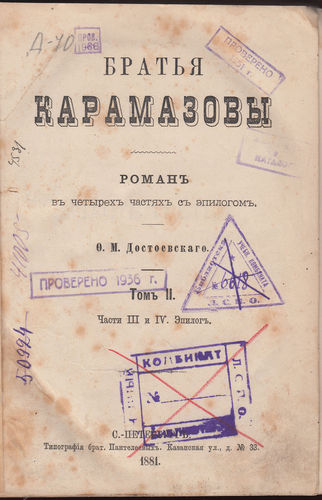
Титульный лист первого отдельного издания романа «Братья Карамазовы», том II. Типография братьев Пантелеевых, 1881 год

Итогом творческого и жизненного пути Достоевского стал последний роман «великого пятикнижия» «Братья Карамазовы», замысел которого возник весной 1878 года, но был связан с неосуществлёнными планами масштабных произведений «Атеизм» (1868—1869) и «Житие великого грешника» (1869—1870). Некоторые образы, эпизоды и идейные мотивы последнего романа Достоевского берут истоки почти во всех предшествующих произведениях, начиная с «Бедных людей» и заканчивая «Дневником писателя» и «Подростком». Первые черновые заметки к роману «о детях» («Братья Карамазовы») появились после 12 апреля 1878 года и были озаглавлены «„Memento“ (о романе)». Писатель планировал включить в сюжет события из неосуществлённого замысла 1874 года «Драма. В Тобольске». Несколько дней в июне 1878 года Достоевский с Вл. Соловьёвым провёл в Оптиной пустыни. Встречи с иноками повлияли на создание образа старца Зосимы. Проведя лето 1878 года в Старой Руссе, Достоевский с семьёй вернулся в Петербург и 5 октября поселился в квартире дома 5/2 в Кузнечном переулке, где проживал до дня своей смерти 28 января 1881 года. Здесь же в 1880 году писатель закончил свой последний роман «Братья Карамазовы», печатавшийся в журнале «Русский вестник» с февраля 1879 года (январский выпуск). В настоящее время в квартире расположен Литературно-мемориальный музей Ф. М. Достоевского.
8 июня 1880 года, немногим более чем за полгода до смерти, Достоевский произнёс знаменитую речь в Благородном собрании, посвящённую открытию памятника Пушкину в Москве.
Прижизненная слава писателя достигла своего апогея после выхода романа «Братья Карамазовы». Пушкинская речь знаменовала собой пик популярности Достоевского. Д. С. Мирский писал: «Речь эта вызвала восторг, подобного которому не было в истории русской литературы».

### Болезнь
Достоевский с 9 лет страдал эпилепсией. Кандидат медицинских наук Михаил Давидов на основании изучения многих документов опубликовал в 2022 году статью о болезни Достоевского (научными консультантами статьи выступили А. А. Шутов и Ю. В. Каракулова). Давидов выделил четыре стадии болезни Достоевского:
- Начальная (с лета 1831 года до июня 1839 года) — первые бессудорожные проявления эпилепсии;
- Манифестная (с июня 1839 года по декабрь 1849 года) — десяток больших судорожных припадков, малые припадки, галлюцинации, фобии, явления деперсонализации и дереализации, феномен «дежа вю», пароксизмальные расстройства сна и дисфории;
- Прогрессирующая (1850 год — декабрь 1859 года) — резкое возрастание числа и тяжести больших судорожных припадков;
- Стадия полного развития заболевания (1860 год — январь 1881 года) — значительное преобладание больших судорожных припадков, увеличение их числа и тяжести, нарушения памяти, дисфории, появление лёгких и умеренных эпилептоидных черт характера.

### Смерть и похороны
В начале января 1881 года, при встрече с Д. В. Григоровичем, Достоевский поделился предчувствием, что не переживёт нынешней зимы. 26 января (7 февраля) 1881 года сестра писателя Вера Михайловна приехала в дом к Достоевским, чтобы просить брата отказаться в пользу сестёр от своей доли рязанского имения, доставшейся ему по наследству от тётки А. Ф. Куманиной. Л. Ф. Достоевская вспоминала о бурной сцене с объяснениями и слезами, после чего у Достоевского пошла кровь горлом. Возможно, что этот неприятный разговор стал толчком к обострению его болезни (эмфиземы).

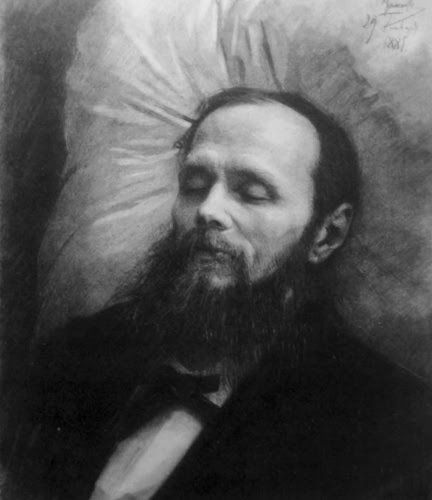
Посмертный портрет И. Н. Крамского «Ф. М. Достоевский на смертном одре»

Через два дня, 28 января 1881 года, на 60-м году жизни Фёдор Михайлович Достоевский скончался. Диагноз — туберкулёз лёгких, хронический бронхит, в небольших размерах эмфизема лёгких.

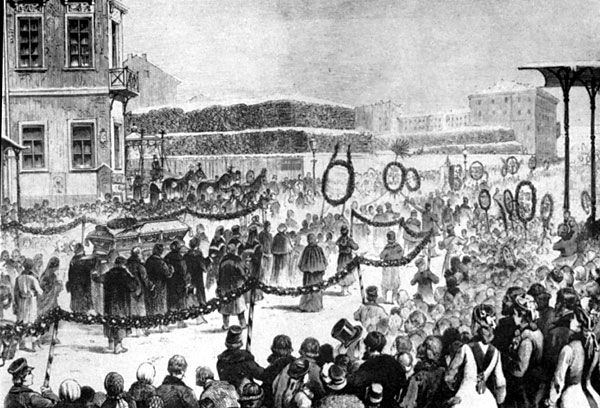
Похороны Достоевского. Художник В. Порфирьев. 1881 год

После известия о смерти Достоевского квартира стала заполняться толпами народа, пришедшего проститься с великим писателем. Среди прощавшихся было много молодёжи. Художник И. Н. Крамской написал карандашом и тушью посмертный портрет писателя, сумев передать ощущение, запечатлевшееся в памяти А. Г. Достоевской: «Лицо усопшего было спокойно, и казалось, что он не умер, а спит и улыбается во сне какой-то узнанной им теперь „великой правде“». Эти слова вдовы писателя напоминают строки из речи Достоевского о Пушкине: «Пушкин умер в полном развитии своих сил и бесспорно унёс с собою в гроб некоторую великую тайну. И вот мы теперь без него эту тайну разгадываем».
Количество депутаций превышало заявленное. Процессия до места захоронения растянулась на версту. Гроб несли на руках.

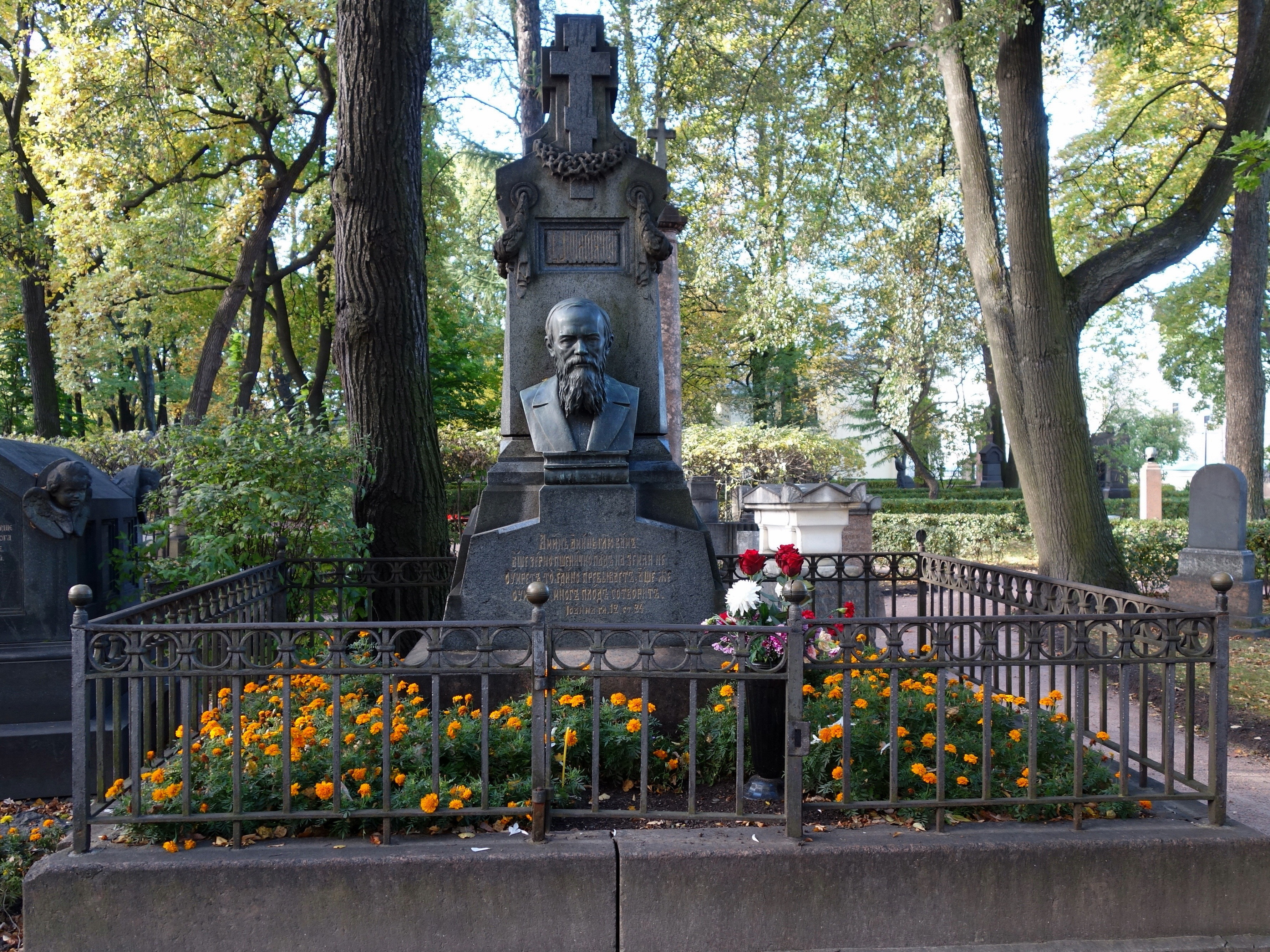
Памятник на могиле Достоевского

1 февраля 1881 года Ф. М. Достоевский был похоронен на Тихвинском кладбище Александро-Невской лавры в Санкт-Петербурге.
При захоронении у могилы Достоевского выступили А. И. Пальм, первый биограф писателя О. Ф. Миллер, П. А. Гайдебуров, К. Н. Бестужев-Рюмин, Вл. С. Соловьёв, П. В. Быков, студенты Д. И. Козырев, Павловский и др. В эпитафии на надгробии приведены слова о пшеничном зерне из Евангелия от Иоанна (Ин. 12:24), указанные в качестве эпиграфа к роману «Братья Карамазовы». Здесь же покоится прах жены писателя А. Г. Достоевской и их внука Андрея Фёдоровича (1908—1968).
Несмотря на известность, которую Достоевский обрёл в конце своей жизни, поистине непреходящая, всемирная слава пришла к нему после смерти. В частности, Фридрих Ницше признавал, что Достоевский был единственным психологом, у которого он мог кое-чему поучиться («Сумерки идолов»).

## Семья

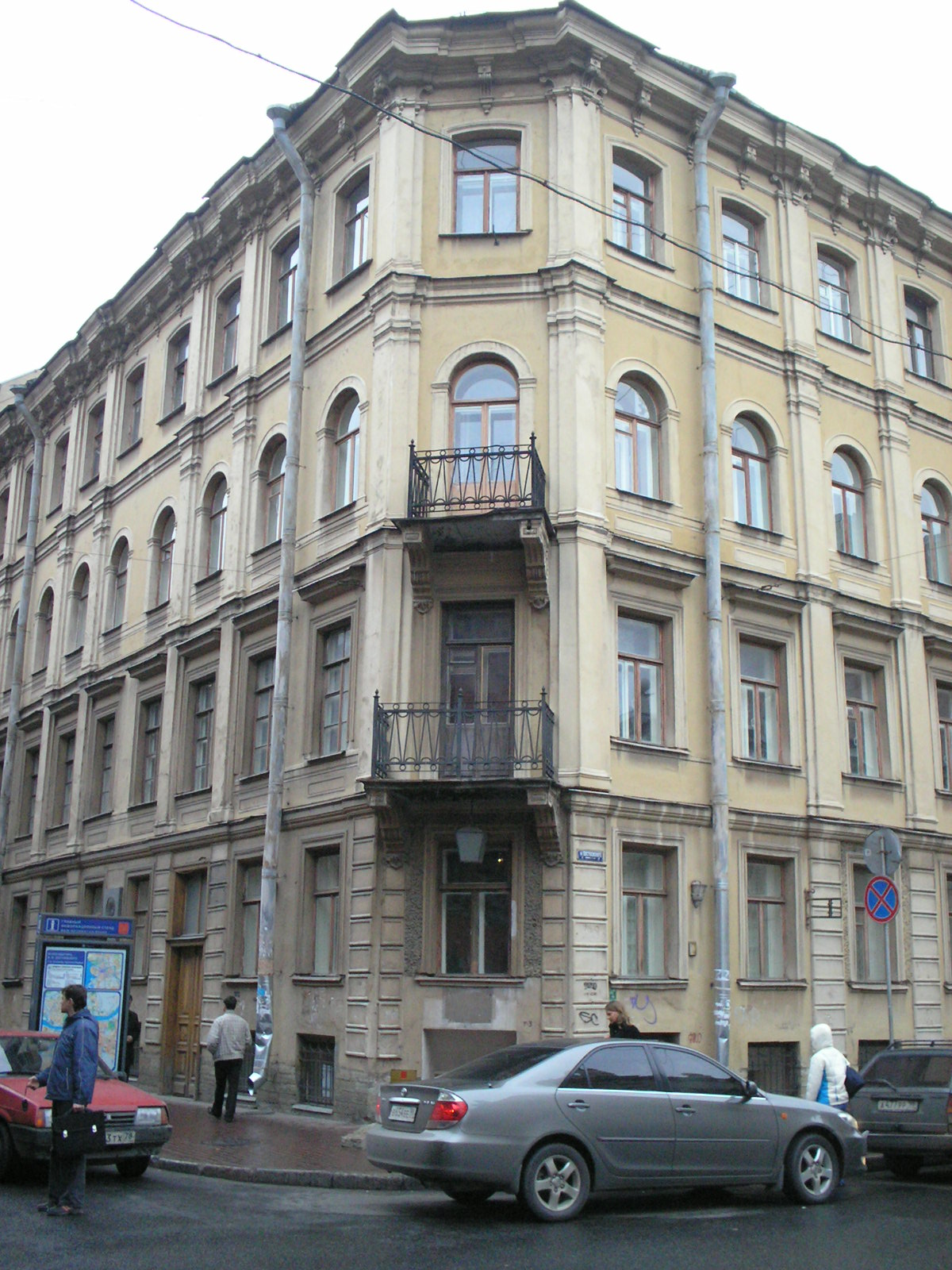
Музей-квартира Достоевского. Санкт-Петербург, Кузнечный переулок, 5/2

От первого брака с Марией Дмитриевной Достоевской (Исаевой), продлившегося семь лет, у Ф. М. Достоевского детей не было.
Вторая жена — Анна Григорьевна Достоевская — родилась в семье мелкого петербургского чиновника. По её собственному признанию, любила Достоевского ещё до встречи с ним.
Анна Григорьевна стала супругой писателя в возрасте 20 лет, вскоре после завершения романа «Игрок». В то время (конец 1866 — начало 1867 года) Достоевский испытывал серьёзные материальные затруднения, поскольку кроме выплаты долгов кредиторам содержал пасынка от первого брака Павла Александровича Исаева и помогал семье старшего брата. Кроме этого Достоевский не умел обращаться с деньгами. При таких обстоятельствах Анна Григорьевна взяла руководство финансовыми делами семьи в свои руки, оберегая писателя от кредиторов. После смерти писателя А. Г. Достоевская вспоминала: «…мой муж всю свою жизнь был в денежных тисках».
Достоевский посвятил супруге свой последний роман «Братья Карамазовы». После смерти писателя Анна Григорьевна собирала документы, связанные с жизнью и деятельностью Достоевского, занималась изданием его сочинений, готовила к печати свои дневники и воспоминания.
От брака с Анной Григорьевной у Ф. М. Достоевского было четверо детей:
- Дочь София (1868—1868) родилась в Женеве[314], где через несколько месяцев скончалась[315]
- Дочь Любовь (1869—1926) родилась в Дрездене[316]
- Сын Фёдор (1871—1922) родился в Петербурге[317][318]
- Сын Алексей (1875—1878) родился в Старой Руссе[319][320]

Продолжателем рода писателя стал сын Фёдор Фёдорович Достоевский, женившийся на дочери П. Г. Цугаловского, Екатерине Петровне (1875—1958); 15 июля 1876 года Достоевский писал жене из Эмса: «У Феди мой <характер>, мое простодушие. Я ведь этим только, может быть, и могу похвалиться…». А. Г. Достоевская вспоминала о подаренном жёнами декабристов Евангелии: «Часа за два до кончины, когда пришли на его зов дети, Федор Михайлович велел отдать Евангелие своему сыну Феде».
Потомки Фёдора Михайловича продолжают проживать в Санкт-Петербурге. В интервью журналу «Итоги» правнук писателя Дмитрий Андреевич Достоевский (1945—2024) сказал, что считает себя достоеведом-любителем. Дмитрий Достоевский снялся в трёх фильмах («Мальчики», «Путешествие Достоевского», «Секретная служба Его Величества»). Водил трамвай в Санкт-Петербурге по историческим местам Достоевского.

## Поэтика
Новаторство Фёдора Михайловича Достоевского в области поэтики рассматривается в монографиях и статьях исследователей творчества писателя.

## Философские и политические взгляды

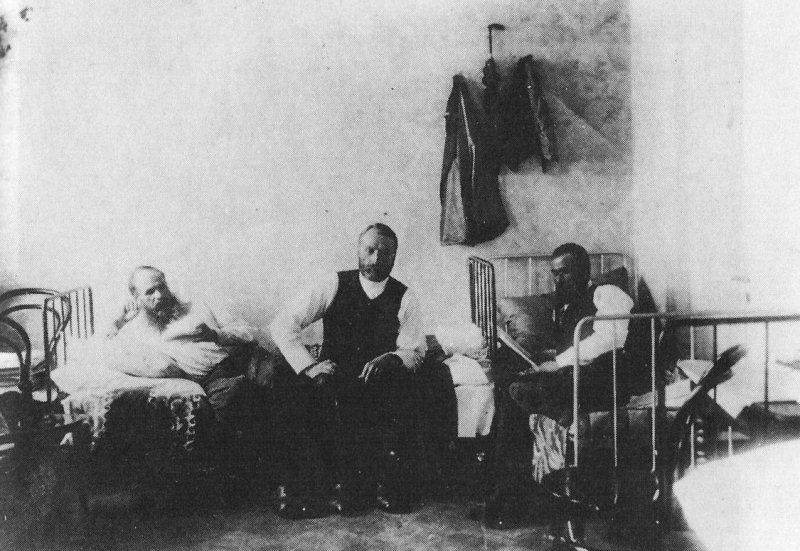
Достоевский под арестом в гауптвахте на Сенной площади. Здесь он был 21 и 22 марта 1874 года «за нарушение порядка публикаций»

Ф. М. Достоевский не учился философии, не писал философские трактаты и не претендовал на звание философа. Современники писателя не рассматривали его сочинения с философской точки зрения. Однако в настоящее время, как писал американский исследователь Джеймс Сканлан, «даже самый суровый критик должен признать, что Достоевский при всей своей удаленности от академической философии был одним из самых философских писателей».
Со стороны оппонентов Ф. М. Достоевского его политические взгляды в разное время интерпретировались как ретроградство, реакционность, национализм, шовинизм, анахронизм, антисемитизм, черносотенство. Ф. М. Достоевский прослыл ретроградом и реакционером после публикации романа «Бесы», когда часть образованной общественности поддерживала взгляды нигилистов, народников и революционных демократов. Это мнение было подкреплено работой Н. К. Михайловского «Жестокий талант», эпиграфами к которой приводились цитаты из произведений Ф. М. Достоевского, свидетельствующие о превратном толковании их идейной направленности.
Архиепископ Кентерберийский Роуэн Уильямс в интервью «Русской службе Би-би-си» сказал: «Достоевский страшно неудобный автор для всякого политика, хоть для левого, хоть для правого: он неизменно сдирает всякую самонадеянность. И это, по-моему, важно».

### Взгляды на социализм
Свои политические взгляды времён петрашевцев Достоевский позднее назвал «теоретическим социализмом» в духе системы Фурье. После первой поездки по странам Европы в 1862 году «Достоевский становится противником распространения в России универсального, общеевропейского прогрессизма», выступив в статье «Зимние заметки о летних впечатлениях» (1863) с острой критикой западноевропейского буржуазного общества, подменившее свободу «миллионом». Понятие Герцена «русский социализм» Достоевский наполнил христианским содержанием. Достоевский отрицал разделение общества на классы и классовую борьбу, полагая, что атеистический социализм не может заменить буржуазность, поскольку принципиально от неё не отличается. В журналах «Время», «Эпоха» и в «Дневнике писателя» Достоевский давал возможность свободного высказывания противоположных мнений. Писатель считал себя более либеральным сравнительно с русскими либералами:
Короче, либералы наши, вместо того чтоб стать свободнее, связали себя либерализмом как веревками, а потому и я, пользуясь сим любопытным случаем, о подробностях либерализма моего умолчу. Но вообще скажу, что считаю себя всех либеральнее, хотя бы по тому одному, что совсем не желаю успокоиваться. — Достоевский Ф. М. «Дневник писателя». 1876 год. Январь. Гл. 1. Вместо предисловия. О большой и малой медведицах, о молитве великого Гёте и вообще о дурных привычках

### Почвенничество
При жизни Достоевского в культурных слоях общества относительно альтернативного противопоставления Россия-Запад противоборствовали два направления общественной и философской мысли — славянофильство и западничество, суть которых приблизительно такова: приверженцы первого утверждали, что будущее России в народности, православии и самодержавии, приверженцы второго считали, что русские должны во всем брать пример с европейцев. И те, и другие размышляли над исторической судьбой России. Узкий кружок сотрудников журналов «Время» и «Эпоха» вместе с Достоевским придерживался собственной независимой позиции, выражаемой «почвенничеством».
Политические взгляды Ф. М. Достоевского следует рассматривать в рамках теории официальной народности (православие, самодержавие и народность). Политолог Л. В. Поляков причисляет Ф. М. Достоевского к выдающимся представителям русского консерватизма, а историк А. В. Репников относит почвенничество Ф. М. Достоевского к славянофильству и русскому консерватизму. Наиболее обстоятельно почвенничество рассматривается в монографиях польского политолога Анджея де Лазари и канадского историка Вэйна Доулера (Wayne Dowler).
Несмотря на противоборство со славянофильством, сам писатель причислял себя к славянофилам, выступавшим за объединение всех славян (панславизм):
«Я во многом убеждений чисто славянофильских, хотя, может быть, и не вполне славянофил». <...> «И наконец, для третьих славянофильство, кроме этого объединения славян под началом России, означает и заключает в себе духовный союз всех верующих в то, что великая наша Россия, во главе объединенных славян, скажет всему миру, всему европейскому человечеству и цивилизации его своё новое, здоровое и ещё неслыханное миром слово. Слово это будет сказано во благо и воистину уже в соединение всего человечества новым, братским, всемирным союзом, начала которого лежат в гении славян, а преимущественно в духе великого народа русского, столь долго страдавшего, столь много веков обреченного на молчание, но всегда заключавшего в себе великие силы для будущего разъяснения и разрешения многих горьких и самых роковых недоразумений западноевропейской цивилизации. Вот к этому-то отделу убежденных и верующих принадлежу и я» — Достоевский Ф. М. «Дневник писателя». 1877 год. Июль-август. Гл. 2. Признания славянофила
В 1860 году Достоевский ввёл термин «русская идея». Философ А. В. Гулыга писал: «Русская идея Достоевского — это воплощённая в патриотическую форму концепция всеобщей нравственности».
Достоевский описывал русскую культуру как основанную на глубоком православном понимании христианства, а русский народ — как народ-богоносец, имеющий особое призвание, заключающееся в том, чтобы указать человечеству религиозный путь к спасению и возглавить его на этом пути.
Достоевский приветствовал реформы Петра I, обогатившие русскую культуру европейскими гениями, и призвал Россию и Европу к мирному братству:
Что такое для нас петровская реформа?.. Мы не враждебно, а дружественно, с полною любовью приняли в душу нашу гении чужих наций, всех вместе... И тем уже выказали готовность и наклонность нашу ко всеобщему общечеловеческому воссоединению со всеми племенами великого арийского рода. Стать настоящим русским, стать вполне русским, может быть, и значит только стать братом всех людей, всечеловеком, если хотите. Для настоящего русского Европа и удел всего великого арийского племени так же дороги, как и сама Россия, как и удел своей родной земли, потому что наш удел и есть всемирность, и не мечом приобретённая, а силой братства...
В 1879 году в своей известной Пушкинской речи Достоевский объявил о готовности русских к «воссоединению со всеми племенами великого Арийского рода». В представлениях Достоевского это были русская «всемирность» и «братство».

### Апокалиптизм

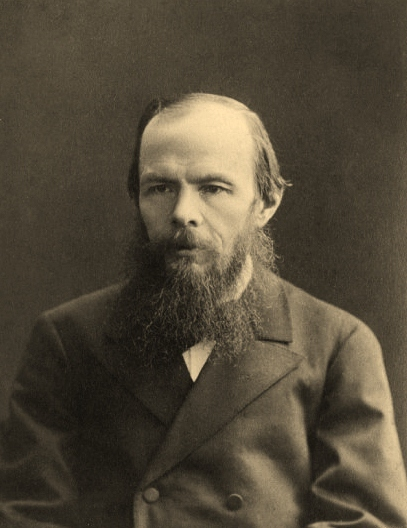
Достоевский в 1879 году

Достоевский уверился, что конец света настанет в 1876 или 1877 году (он делал конкретные предсказания), когда произойдёт последняя битва между добром и злом, после чего начнётся царствование всеобщего братства. В своём сборнике «Дневник писателя» Достоевский интерпретировал Откровения как борьбу личностей, воплотившихся в нации или народы. Он верил, что сможет понять характеры этих народов и предвидеть их действия.
Он предложил несколько версий развязки истории. Католицизм (Франция), протестантизм (Германия) и православие (Россия) будут бороться между собой; победителем из этой борьбы выйдет Россия; Христианская Россия будет сражаться с силами антихриста во главе с папой; или христианский принцип любви будет противостоять «еврейскому принципу» материализма, представленному Бенджамином Дизраэли, Англией и российским финансовым сообществом, а также самими евреями. Когда эта последняя идея стала в его сознании преобладать над другими версиями, Достоевский писал, что евреи, если бы у них была возможность, истребили бы русских до последнего человека, как они это сделали, по его словам, с ханаанскими племенами в библейские времена. Достоевский рассматривается как пример тезиса Нормана Кона о том, что апокалиптика питает антисемитизм. С точки зрения Достоевского, в финальной битве между добром и злом евреи, скорее всего, будут явлены как сила зла.
Когда конец света не наступил, Достоевский прекратил публикацию «Дневника писателя» и написал свой величайший роман «Братья Карамазовы». В нём Апокалипсис интерпретируется уже не как неизбежный, а либо метафорически, либо как непредсказуемый.

### Еврейский вопрос
Проблема антисемитизма Фёдора Достоевского всегда волновала его поклонников, особенно на Западе. Критики то сводили к минимуму или оправдывали комментарии Достоевского о евреях, то отвергали его произведения как антисемитские. Они выражали удивление, что автор, столь полно выражавший сострадание ко всем страждущим и преданный христианским идеям любви и милосердия, мог оставить эти убеждения, когда писал о евреях.
Негативное восприятие евреев и религиозная вражда христианства к иудаизму выражены в художественных произведениях и в публицистике Достоевского. Он отрицательно относился к «инородцам» и «инославным» вероисповеданиям, что было характерными чертами русского национализма нового времени. Писатель употреблял уничижительные прозвища: жиды, жидки, жидишки, жидюги, жиденята. Однако в целом до последних пяти-шести лет жизни писателя евреи играли лишь небольшую роль в его мышлении. В большинстве своих художественных произведений Достоевский упоминал евреев лишь вскользь или как образы, помогающие подчеркнуть какую-либо другую мысль. Учитывая российский контекст того времени, его работы 1860-х годов не оправдывают обвинений в антисемитизме. Однако в середине 1870-х годов его мышление претерпело решающий поворот, с этого момента до своей смерти в 1881 году он стал продвигать антисемитские идеи, и его труды вдохновили многих других. Даже по российским меркам своего времени Достоевский выделялся как особенно резкий критик евреев. Это изменение во взглядах связано с его идеями о конце света в 1876 или 1877 году, когда произойдет последняя битва наций или народов и в этой финальной битве между добром и злом евреи встанут на стороне зла.
Первым еврейским персонажем в творчестве писателя был Исай Фомич Бумштейн («Записки из Мёртвого дома», 1861—1862), рижский еврей, каторжник, которого автор стилизовал под Янкеля из «Тараса Бульбы» Гоголя. Манеры, внешность, молитвенные обряды и речь Исая Достоевский изобразил насмешливо и недоброжелательно. Почти всех евреев в своих произведениях писатель наделил отрицательными характерами, сделав их одновременно опасными и жалкими, трусливыми и наглыми, хитрыми, алчными и бесчестными. Достоевский обращался к антисемитским штампам и наветам, включая осквернение иконы Богоматери евреем-выкрестом Лямшиным в «Бесах», «справедливость» обвинения евреев в ритуальном употреблении крови христианских младенцев в «Братьях Карамазовых». Однако в этом романе, как и в его ранних романах, евреи практически не играют никакой роли.
Достоевский уделял большое внимание еврейскому вопросу в публицистике. В своём журнале «Время» писатель поддержал закон от 27 ноября 1861 года, который расширял гражданские права евреев, имеющих высшее образование, и издал возражение против антиеврейских выступлений газеты «День» славянофила Ивана Аксакова. В публицистике Достоевского 1870-х годов еврейский вопрос получил противоречивую, в основном недоброжелательную трактовку. Подобно большинству русских публицистов своего времени, Достоевский винил евреев в послереформенном разорении русского крестьянства. По его словам, евреи являются страшной опасностью для России и её народа в экономическом, политическом и духовном плане. Он утверждал, что в русском народе нет ненависти по отношению к евреям, однако сами евреи ненавидят русских, а ограничительные законы против евреев — не более чем самозащита угнетённых евреями русских. Либерализация политического режима, по его мнению, ведёт к тому, что «жидки будут пить народную кровь». Особо негативно Достоевский писал об образованном еврее, «из тех, что не веруют в Бога» и носит в себе начала космополитизма и либерализма. Такой еврей связывает еврея-шинкаря с лордом Биконсфилдом. Направленную против России политику которого Достоевский объяснял его еврейским происхождением. Писатель заявлял, что Сила «еврейской идеи» в мире воспрепятствовала решению славянского вопроса на Берлинском конгрессе в пользу славянских народов, а не турок.
Получив в 1877 году письмо А. У. Ковнера, который обвинил писателя в антисемитизме, Достоевский в том же году снова обратился к еврейскому вопросу, которому посвятил несколько глав в «Дневнике писателя». Он писал: «Но уже 40-вековое, как вы говорите, их существование доказывает, что это племя имеет чрезвычайно сильную жизненную силу, которая не могла, в продолжение всей истории, не формироваться в разные status in statu» (государство в государстве). Негативное отношение к евреям отражено в письмах писателя 1878—1881 годов, где, отмечая активное участие евреев в революционном и социалистическом движении, он утверждает, что «жиду» идёт весь выигрыш от любого радикального потрясения и ослабления «всего того, что не жиды». В Германии, по его мнению, всюду «жидовские рожи». В советском издании («Письма. 1832—1881», под редакцией и с примечаниями А. Долинина, т. 1-4, М.-Л., 1928—1959) эти места опущены.
В то же время писатель выражал недоумение перед «тайной» неистребимости еврейского народа, верностью евреев своей религии и древней родине. Евреи, их история и положение в мире воспринимались им как религиозный феномен, а религиозная природа еврейства, по его мнению, не может измениться. «Еврей без Бога как-то немыслим».
Взгляды Достоевского по еврейскому вопросу связаны со славянофильскими корнями его мировоззрения и русским национально-религиозным мессианизмом, входящим в противоречия с еврейским мессианизмом. В восприятии Достоевского существование евреев является вызовом христианству и, в первую очередь, русскому православию. Достоевский рассматривал русских как единственный подлинный народ-богоносец, и существование еврейского народа было живым опровержением его идей. В отличие от «русской идеи» Достоевский определял «жидовскую идею» как слепую плотоядную жажду личного обогащения, житейский материализм и безнравственность.

## Лев Толстой и Фёдор Достоевский
К концу XIX — началу XX столетия сияющая слава И. С. Тургенева, считавшегося до той поры лучшим русским писателем, затмилась вышедшими на первый план Л. Н. Толстым и Ф. М. Достоевским, к сравнению которых обратилась критика, и о чём страстно писал Д. С. Мережковский в литературном эссе «Л. Толстой и Достоевский». За редким исключением читатели разделили свои симпатии между двумя великими русскими писателями. Н. А. Бердяев, причислявший себя к духовным детям Достоевского, писал о двух строях души: «<…> — один благоприятный для восприятия толстовского духа, другой — для восприятия духа Достоевского. И те, которые слишком любят толстовский духовный склад и толстовский путь, те с трудом понимают Достоевского. Люди толстовского типа часто обнаруживают не только непонимание Достоевского, но и настоящее отвращение к Достоевскому». В. В. Вересаев, Андрей Белый, В. В. Набоков отдавали предпочтение Л. Н. Толстому, что влияло на их оценки творчества Достоевского: светлый Толстой (живая жизнь) противопоставлялся мрачному Достоевскому (банька с пауками, тарантул).
И. А. Бунин обожал Л. Н. Толстого, а Достоевского предлагал «сбросить с корабля современности». Такая позиция согласуется с приведёнными И. В. Одоевцевой словами Бунина: «У него [Достоевского] ведь нет описаний природы — от бездарности». Известно, что И. А. Бунин не любил Достоевского, считал его плохим писателем. Тем не менее Г. Н. Кузнецова указала, что «восприятие Буниным Достоевского было гораздо сложнее, чем это могло показаться из его слов, и не всегда оставалось негативным».
В доказательство того, что Достоевский не был врагом Бунина, В. А. Туниманов приводит слова Г. Н. Кузнецовой: «Достоевский ему неприятен, душе его чужд, но он признает его силу, сам часто говорит: конечно, замечательный русский писатель — сила! О нём уж больше разгласили, что он не любит Достоевского, чем это есть на самом деле. Все это из-за страстной его натуры и увлечения выражением».
Переводы произведений Л. Н. Толстого стали известны в Европе с 1864 года — на 20 лет раньше, чем сочинения Ф. М. Достоевского. В 1908 году Андре Жид писал: «Наряду с именами Ибсена и Ницше следует называть имя не Толстого, а Достоевского, столь же великого, как он, и, может быть, наиболее значительного из трёх».
Обстоятельный сравнительный литературоведческий анализ гигантов русской прозы дал марксистский критик В. Ф. Переверзев в 1912 году. Показательно, что советский достоевист Г. М. Фридлендер в конце XX века продолжал сравнивать эти две вершины истории не только русской, но и всей мировой литературы, двух национальных гениев, которые «по художественной мощи, глубине и широте воспроизведения жизни сравнялись с Гомером и Шекспиром».
Согласно Г. С. Померанцу Толстой и Достоевский выразили «настроения более глубинных пластов России, приносимых в заклание прогрессу». По мнению Г. С. Померанца, Тургенев и Гончаров принадлежали к либеральному крылу, кружок «Современника» — к радикальному, а Толстой и Достоевский — к руссоистскому с народным отвращением к буржуазному прогрессу. В своих романах Достоевский и Толстой вели поиски разгадки зла в человеческой душе, что является шагом вперёд в художественном развитии человечества.

## Оценки творчества и влияние

### Современники
Творчество Достоевского оказало большое влияние на русскую и мировую культуру. Литературное наследие писателя по-разному оценивается как на Родине, так и за рубежом. Время показало, что один из первых отзывов В. Г. Белинского оказался верным: «Его [Достоевского] талант принадлежит к разряду тех, которые постигаются и признаются не вдруг. Много, в продолжение его поприща, явится талантов, которых будут противопоставлять ему, но кончится тем, что о них забудут именно в то время, когда он достигнет апогея своей славы».
Н. Н. Страхов главным отличительным творческим качеством Достоевского считал его «способность к очень широкой симпатии, умение симпатизировать жизни в очень низменных её проявлениях, проницательность, способную открывать истинно-человеческие движения в душах искаженных и подавленных, по-видимому, до конца», умение «с большой тонкостью рисовать» внутреннюю жизнь людей, при этом в главные лица у него выводятся «люди слабые, от тех или других причин больные душою, доходящие до последних пределов упадка душевных сил, до помрачения ума, до преступления». Постоянной темой его произведений Страхов называл борьбу «между тою искрою Божиею, которая может гореть в каждом человеке, и всякого рода внутренними недугами, одолевающими людей».

### До 1917 года
В 1905 году редактор Русского биографического словаря А. А. Половцов писал, что несмотря на обширную литературу о Ф. М. Достоевском, всесторонняя и беспристрастная оценка его как писателя и человека затрудняется недомолвками, противоречивыми суждениями и взглядами.
Д. П. Мирский, некоторые (но не все) основные тезисы статьи о Достоевском которого через 50 лет использовал В. В. Набоков, «отличался разносторонней эрудицией, остротой оценок, полемической страстностью, приводившей подчас к субъективизму», расценивал Достоевского очень сложной фигурой как с исторической, так и с психологической точек зрения, указывал на необходимость проведения различия «не только между разными периодами его жизни и разными линиями его мировоззрения, но и разными уровнями его личности».
При жизни писателя кроме отдельных публикаций было издано два собрания сочинений: двухтомное (1860 год) и четырёхтомное (1865—70), когда лучшим произведением Достоевского считались «Записки из Мёртвого дома». Эту оценку разделяли Л. Н. Толстой и В. И. Ленин. «Двойник», «Записки из подполья», «Идиот» были непонятны современникам. Позже в работе «Легенда о Великом инквизиторе» (1894) В. В. Розанов писал о «Записках из подполья» как о краеугольном камне литературной деятельности Достоевского, основной линии в его миросозерцании. Единственным критиком, понявшим идейный замысел романа «Идиот», был оппонент и идеологический противник писателя М. Е. Салтыков-Щедрин.
Со временем лучшим романом было признано «Преступление и наказание». В наиболее значительных статьях критиков-современников «русского якобинца» П. Н. Ткачёва и теоретика народничества Н. К. Михайловского сложная философская проблематика «Бесов» была обойдена молчанием, а главное внимание обращалось на антинигилистическую направленность романа. Ещё до публикации «Бесов» Достоевский предвидел, что обретёт славу «ретрограда». Оценка писателя как реакционера прочно закрепилась в либеральной, революционно-демократической, народнической, а позднее в марксистской критике, и встречается у современных авторов. Диссонансом в марксистской критике звучали слова Розы Люксембург, которая соглашалась с оценкой Достоевского как реакционера, но при этом считала основу его творчества не реакционной. После смерти писателя более высокую оценку получили «Братья Карамазовы». Д. П. Мирский писал о четырёх великих романах писателя («пятикнижие» без «Подростка»). Лишь во 2-й половине XX века пять наиболее известных романов писателя достоевисты назвали «великим пятикнижием».
Неоднозначно оценивали личность Достоевского некоторые либеральные и демократические деятели, в частности лидер либеральных народников Н. К. Михайловский. В 1913 году Максим Горький впервые дал Достоевскому оценку «злой гений» и садо-мазохист.
В 1912 году В. Ф. Переверзев писал, что по искренности и правде, по оригинальности и новизне содержания художественная ценность произведений Достоевского является общепризнанной, и разделил оценки значения творчества Достоевского на три точки зрения по их лучшим представителям:
- Н. К. Михайловский — персонажи Достоевского психически больные люди и дело психиатров-специалистов возиться с ними; произведения Достоевского не имеют художественной ценности.
- Д. С. Мережковский — произведения Достоевского имеют пророческое, мессианское значение; герои Достоевского — провозвестники нового человечества, но мы не в состоянии понять значения произведений Достоевского.
- В. Г. Белинский и Н. А. Добролюбов — герои Достоевского представляют широко распространённое общественное явление, «ставят перед нами великую общественную задачу, требуют от нас её решения и путём мысли, и путём действия»[374].

Переверзев писал: «Михайловский совсем не понял двойственного характера психики героев Достоевского. <…> Михайловский ошибочно понял характер творчества Достоевского». Н. К. Михайловский не смог оценить сложность и своеобразие творчества Достоевского, отрицал гуманизм писателя, на что обращали внимание В. Г. Белинский и Н. А. Добролюбов, не увидел в психологизме «великого сердцеведа» новаторство реализма, а «жестокий талант» считал чертой его личной психологии. Двойственные оценки разделялись идеологическими противниками Достоевского — либералами, демократами, коммунистами, фрейдистами, сионистами, когда не оспаривалось мировое значение творчества писателя: «Достоевский гений, но…». После «но» следовал негативный идеологический ярлык. Такие точки зрения встречаются до настоящего времени.
Для адекватного восприятия противоречивых взаимоисключающих оценок авторитетных авторов следует принимать во внимание историческую и политическую обстановку, приверженность определённой идеологии. Например, Вл. С. Соловьёв писал, что Достоевский-пророк «верил в бесконечную силу человеческой души», а Г. М. Фридлендер приводил мнение основоположника литературы социалистического реализма М. Горького, полемизировавшего с Достоевским против его «неверия в человека, преувеличения им могущества темного, „звериного“ начала, порождаемого в человеке властью собственности».
С Шекспиром Достоевского впервые сравнил историк и страстный поклонник писателя Е. В. Тарле, считавший русского писателя «величайшим художником всемирной литературы». После выступления в 1900 году в Русском Собрании в Варшаве с лекцией «Шекспир и Достоевский» Е. В. Тарле писал А. Г. Достоевской: «Достоевский открыл в человеческой душе такие пропасти и бездны, которые и для Шекспира и для Толстого остались закрытыми». По мнению теолога Роуэна Уильямса, Достоевский-романист мыслил созидая, как и Шекспир.
Ряд авторов (С. Н. Булгаков в докладе «Русская трагедия», М. А. Волошин, Вяч. Иванов в речи, ставшей основой статьи «Основной миф в романе „Бесы“», В. В. Розанов) впервые заговорили о трагичности произведений Достоевского. В 1911 году Вячеслав Иванов относительно романов Достоевского ввёл новый термин «роман-трагедия», который наряду с упомянутыми авторами использовали Д. С. Мережковский, И. Ф. Анненский, А. Л. Волынский, А. В. Луначарский, В. В. Вересаев и др.
Веховцы и русские религиозные философы Н. А. Бердяев, С. Н. Булгаков, Вл. С. Соловьёв, Г. В. Флоровский, С. Л. Франк, Лев Шестов впервые обратили внимание на философскую направленность творчества Достоевского. Указанные авторы испытывали влияние идей Достоевского, в своих статьях и монографиях дали наиболее положительную оценку творчеству писателя в русской критике.
Отсутствие академической аргументации свойственно всем авторам, опровергающим значимость творчества Достоевского, для негативной оценки которого в XIX и начале XX столетий достаточно было упоминания тяжёлого недуга писателя, когда существовало распространённое заблуждение, что эпилептические припадки вызывают разрушение личности. Главная ошибка авторов, дающих негативную оценку творчеству Достоевского — отождествление автора с персонажами его произведений, о чём предостерегал первый биограф писателя О. Ф. Миллер.

### В советскую эпоху
Достоевский не вписывался в рамки официального марксистского литературоведения, так как выступал против насильственных методов революционной борьбы, проповедовал христианство и противоборствовал атеизму. Ленин не хотел тратить время на чтение романов писателя, но после известного крылатого сравнения с «архискверным Достоевским» революционным литературоведам пришлось следовать заветам вождя. В 1920—1930 годах бывали случаи полного отрицания Достоевского.
Марксистско-ленинское литературоведение не могло не расценивать Достоевского как классового врага, контрреволюционера. Но творчество писателя к тому времени обрело широкую известность и получило высокую оценку на Западе. В условиях строительства пролетарской культуры революционное литературоведение вынуждено было сбросить Достоевского с корабля современности, или адаптировать его творчество к требованиям идеологии, обходя молчанием острые неудобные вопросы.
В 1921 году А. В. Луначарский в речи на торжестве в честь столетия со дня рождения Ф. М. Достоевского причислил его к великим писателям, к великим пророкам России: «Достоевский не только художник, а и мыслитель. <…> Достоевский — социалист. Достоевский — революционер! <…> патриот». Первый нарком просвещения РСФСР объявил о находке частей романа «Бесы», неопубликованных в прижизненных изданиях Достоевского по цензурным соображениям, и заверил: «Теперь эти главы будут напечатаны».
Глава «У Тихона», кардинально меняющая восприятие образа Ставрогина и идеи романа, вышла приложением в полном собрании художественных произведений Ф. М. Достоевского в 1926 году.
В октябре 1921 года в Петрограде члены Вольфилы широко отмечали 100 лет со дня рождения Ф. М. Достоевского. На заседаниях ассоциации было прочитано 8 докладов памяти писателя (в частности В. Б. Шкловского, А. З. Штейнберга, Иванова-Разумника). Но марксистская идеология начала подчинять себе гуманитарные науки. В рамках борьбы с инакомыслием религиозные философы, ранее давшие высокую оценку творчеству Достоевского, были вынуждены покинуть страну на философских пароходах, а центр изучения творчества Достоевского переместился в Прагу.
20 ноября 1929 года А. В. Луначарский во вступительном слове на вечере, посвящённом Ф. М. Достоевскому, говорил о величайшем писателе нашей литературы и одном из величайших писателей мировой литературы, упоминал достоевщину и разделил оценку В. Ф. Переверзева: Достоевский «являлся, несмотря на своё официально дворянское происхождение, представителем разночинской России, представителем мещанства. <…> Но вреден ли Достоевский? В некоторых случаях очень вреден, но это не значит, чтобы я считал, что следует запрещать его в библиотеке или на сцене».
В условиях кампании по борьбе с контрреволюцией и антисемитизмом в Советском Союзе в 1920—1930-х годах «антисемит» и «контрреволюционер» Достоевский не был запрещённым писателем. Но роман «Бесы» и «Дневник писателя» издавались только в собраниях сочинений, никогда не выходили отдельными публикациями, их значение в творчестве писателя замалчивалось. Статья о Достоевском имелась в первом советском школьном учебнике по литературе издания 1935 года.
Имя Ф. М. Достоевского исчезло из списка изучаемых авторов во втором школьном учебнике, создававшемся в 1938—1940 годах. Произведения писателя были на долгое время исключены из школьных и даже вузовских программ по литературе. Достоевский не попал в пантеон официально признанных советской властью писателей — среди барельефов (Пушкин, Толстой, Чехов, Горький, Маяковский, Шолохов; или: Пушкин, Гоголь, Толстой, Чехов, Горький, Маяковский) на зданиях советских школ его портрет отсутствует.
В 1956 году писатель был реабилитирован советским литературоведением, когда «успех Достоевского на Западе перевесил его идейные грехи против советской власти», и из его характеристики исчез ярлык «реакционер».
Достоевский был включён в пантеон русской советской классики в последнем учебнике для школ издания 1969 года. Поэтому слова теоретика формальной школы В. Б. Шкловского «Творчество Достоевского попало под тяжёлые валы истории, под тяжёлый нажим свинцовых букв времени» могут восприниматься не столько ко времени до победы пролетарской революции, но скорее как после неё. Позднейшие открытия советских достоевистов были отражены в исправленных и дополненных комментариях последнего 30-томного полного собрания сочинений Ф. М. Достоевского.

### В современной России
Отечественные исследователи творчества Достоевского приняли участие в деятельности Международного Общества Достоевского с конца 1980-х годов. В 1991 году итоги достижений советской достоевистики подвёл Г. М. Фридлендер в статье «Достоевский в эпоху нового мышления». Редакция издания сборников серии «Достоевский. Материалы и исследования» предостерегает об осторожном отношении к статьям, докладам и заметкам, ссылающимся на работы Владимира Ленина, некоторые суждения которых могут выглядеть как анахронизм, что особенно может относиться к исследованиям, имеющих отношение к религиозной тематике писателя.
В 1997 году в России достоевистом И. Л. Волгиным был создан «Фонд Достоевского».
Президент Международного Общества Достоевского В. Н. Захаров писал, что в настоящее время Достоевский является одним из наиболее изучаемых и изученных писателей. Библиография исследований его творчества ежегодно пополняется выходом десятков монографий и сотнями статей во всем мире.
Взаимоисключающие оценки творчества Достоевского менялись с течением времени, но продолжают существовать и в наши дни. Писатель Михаил Веллер признался, что стал читать Достоевского «в 25 лет — удовольствия не получил. Чудовищно неряшлив в языке и депрессивен. Для его чтения нужна устойчивая нервная система. Поэтому в школе можно ограничиться лекцией по Достоевскому, где набросать канву — идейную, философскую, художественную — и дальше оставить школьнику на будущее». Достоевед Б. Н. Тихомиров полагает, что несмотря на то, что выход в последние десятилетия на первый план школьной программы христианской мысли романа «Преступление и наказание» «порождает свои сложности как в преподавании, так и в ученическом восприятии», предложение замены этого произведения другим не нашло поддержки — «это художественный шедевр».
Публикации Достоевского по еврейскому вопросу пополнили репертуар постсоветской антисемитской литературы.

### Оценка психоаналитиков
Зигмунд Фрейд дал высокую оценку творчеству Достоевского:

Наименее спорен он как писатель, место его в одном ряду с Шекспиром. «Братья Карамазовы» — величайший роман из всех, когда-либо написанных, а «Легенда о Великом Инквизиторе» — одно из высочайших достижений мировой литературы, переоценить которое невозможно.— Зигмунд Фрейд. Достоевский и отцеубийство. — 1928.
В письме Стефану Цвейгу от 19 октября 1920 года Фрейд писал, что Достоевский не нуждается в психоанализе, поскольку психоанализ не способен исследовать проблему писательского мастерства. При этом Фрейд не считал себя знатоком искусства.
Признав Достоевского великим писателем, основоположник психоанализа большую часть своей статьи «Достоевский и отцеубийство» (1928) посвятил рассмотрению других сторон его «богатой личности» и смог «из ограниченной информации сделать немало оригинальных и в рамках его логики убедительных выводов».
Достоевский, обладая типично русской чертой — идти на сделки с собственной совестью, — был грешником и преступником.
Русский писатель подчинился мирским и духовным авторитетам, поклонялся царю-батюшке и христианскому Богу, пришёл к чёрствому русскому национализму.
Его нравственные борения закончились бесславным итогом: «Достоевский упустил возможность стать учителем и освободителем человечества, он присоединился к его тюремщикам; будущая культура человечества окажется ему немногим обязана».Развитие данных тезисов прослеживается в работах последователей Фрейда при попытках применения психоаналитического метода в исследовании творчества Достоевского.
Работы Зигмунда Фрейда и его последователей (И. Нейфельд, Т. К. Розенталь, И. Д. Ермаков, Н. Е. Осипов) о Достоевском свидетельствуют о несостоятельности применения метода психоанализа в литературоведении. Оценка творчества русского писателя психоаналитиками не выдержала академической критики. В. С. Ефремов цитирует мнение достоевиста А. Л. Бёма о «буйном вторжении психоанализа в область изучения литературы»: «Предпринимаемые без специального знания данной области, эти попытки обычно приводили к дилетантизму, облеченному в форму научного знания. В большинстве случаев выводы в этих работах основаны на полном пренебрежении спецификой литературного произведения». Выводы последователей Фрейда не могут рассматриваться даже в качестве научных гипотез, поскольку при аргументации использовались устаревшие недостоверные и малодостоверные источники, не принимались во внимание воспоминания современников и документы, противоречившие тезисам об эдиповом комплексе, вольно трактовались авторские тексты. Вступительная статья А. М. Эткинда и комментарии Е. Н. Строгановой и М. В. Строганова к работе И. Д. Ермакова о Достоевском, в которой писатель был расценён предтечей психоанализа, показали читателям и исследователям, каким не должно быть психоаналитическое литературоведение, заслужившее дружную нелюбовь филологов, отношение с большой долей юмора В. Ф. Ходасевича, резкую оценку Г. А. Мейера, вызывающее улыбку и активное неприятие современного читателя. В статье 2012 года И. А. Есаулов проанализировал «некоторые маргинальные положения концепции Фрейда и его статьи о Достоевском», отметив, что ментальная установка на «культурное бессознательное» основателя психоанализа до сих пор свойственна постсоветскому литературоведению, а «<…> пути Достоевского и достоеведения несколько разминулись. Почти на сто лет».
В. Г. Калашников обращает внимание на то, что Т. К. Розенталь, в отличие от З. Фрейда и многих других психоаналитиков, не считала «эдипов комплекс» определяющим для личности писателя, цитирует мнение Б. С. Мейлаха: «в России перенесение фрейдизма на почву изучения творческой личности писателя показало свою полную бесплодность», основной заслугой психоанализа расценивает точную интерпретацию болезни Ф. М. Достоевского как проявлений невроза, которая долгие годы оставалась вне поля зрения исследователей, что позволяет преодолеть расхожий миф об эпилепсии великого писателя. Исследователь полагает, что «многие открытия первого психоаналитика были в неявной, художественной форме предвосхищены в творчестве гения мировой литературы».

### Восприятие за рубежом
В 1931 году Э. Х. Карр писал: «Достоевский оказал влияние почти на всех ведущих романистов Англии, Франции и Германии за последние 20 лет».
С точки зрения Ф. Кафки, Достоевский — один из четырёх, «с кем он (Кафка) ощущал духовное родство». Из «Писем к Фелиции» (письмо от 02.09.1913, перевод Рудницкого): "Сама посуди: из четверых людей, с которыми я (не ставя себя с ними рядом ни по силе, ни по мощи охвата) чувствую кровное родство, — это Грильпарцер, Достоевский, Клейст и Флобер — один лишь Достоевский женился,.. {Соответствующее место в оригинале: «Sieh, von den vier Menschen, die ich (ohne an Kraft und Umfassung mich ihnen nahe zu stellen) als meine eigentlichen Blutsverwandten fühle, von Grillparzer, Dostojewski, Kleist und Flaubert, hat nur Dostojewski geheiratet,..»}.
В то же время на Западе, где романы Достоевского пользуются популярностью с начала XX века, его творчество оказало значительное влияние на такие в целом либерально настроенные движения, как экзистенциализм, экспрессионизм и сюрреализм.
В предисловии к антологии «Экзистенциализм от Достоевского до Сартра» Вальтер Кауфман писал, что «Записки из подполья» Достоевского уже содержали предпосылки для возникновения экзистенциализма. Влияние Достоевского ощутимо в творчестве многих зарубежных классиков, включая Марселя Пруста., Андре Жида, Альбера Камю, Жан-Поля Сартра во Франции, Кнута Гамсуна в Норвегии, Томаса Манна, Германа Гессе, Генриха Бёлля в Германии, Уильяма Фолкнера, Эрнеста Хемингуэя в Америке, Кобо Абэ, Кэндзабуро Оэ в Японии.

## Отражение в культуре и память

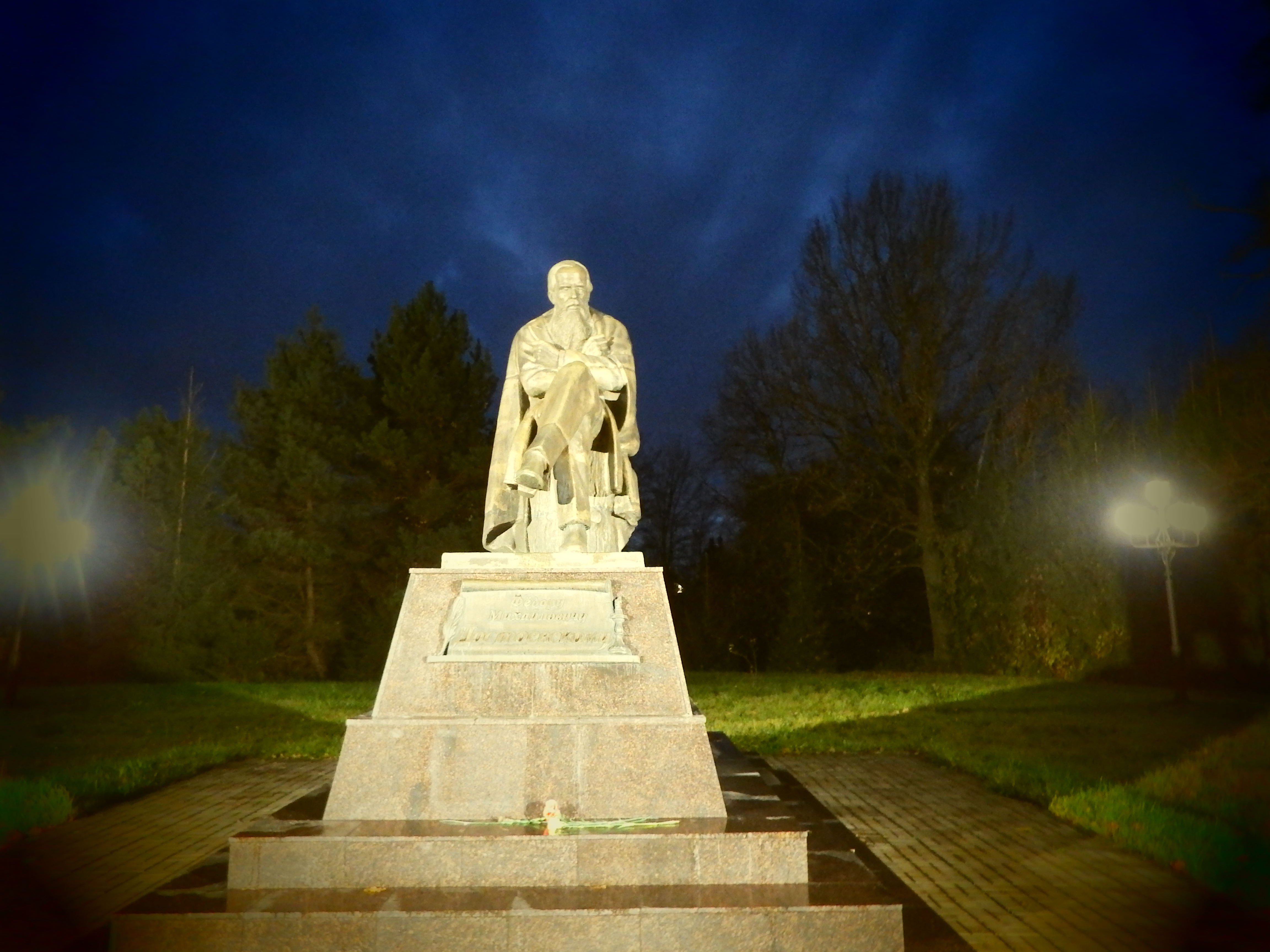
Памятник Ф. М. Достоевскому в Старой Руссе

Музеи, памятники, мемориальные доски, нумизматика, филателия и названия в честь Фёдора Михайловича Достоевского перечислены в:
Тема «достоевщина в литературе», влияние творчества Ф. М. Достоевского на создание музыкальных опусов, оперных, театральных и балетных постановок по мотивам произведений писателя, образ Достоевского в документальных и художественных фильмах и экранизации произведений писателя представлены в:
В 2019 году с помощью нейросети удалось виртуально оживить картину писателя Фёдора Достоевского. Для этого была использована технология анимирования статичного изображения, которое использует за основу маску человеческого лица с видеоряда, перенося её на изображение.
В 2021 году в Италии появился рисунок на поле в виде портрета Достоевского. Его площадь составила 25 тысяч квадратных метров, длина — 250 метров.